# Ghana
Ghana, oficialmente la República de Ghana (inglés: Republic of Ghana), es un país de África Occidental constituido como una república presidencialista. Limita al norte con Burkina Faso, al este con Togo, al oeste con Costa de Marfil y al sur con el golfo de Guinea.  Su capital y ciudad más grande es Acra, y otras ciudades importantes son Tema, Kumasi, Sunyani, Ho, Costa del Cabo, Techiman, Tamale y Sekondi-Takoradi.
Los primeros reinos que surgieron en Ghana fueron el Reino de Dagbon en el norte y el de Bonoman en el sur, que ya existía en la zona durante el siglo XI. El Imperio asante y otros reinos akan en el sur surgieron a lo largo de los siglos.  El territorio fue objeto de constantes expediciones europeas para el comercio de la gran cantidad de oro que hay por toda la zona. Por eso, al territorio se le denominó «Costa de Oro». A partir del siglo XV, el Imperio portugués, seguido por otras potencias europeas (británicos y neerlandeses, y en menor grado daneses, suecos y prusianos), disputó el área por derechos comerciales, hasta que los británicos finalmente establecieron el control de la costa en el siglo XIX. Después de más de un siglo de resistencia colonial, las fronteras actuales del país tomaron forma, abarcando cuatro territorios coloniales británicos separados: Costa del Oro, Ashanti, los Territorios del Norte y Togolandia británica. Estos se unificaron como un dominio independiente dentro de la Mancomunidad de Naciones. El 6 de marzo de 1957, Ghana se convirtió en la primera colonia en África subsahariana en lograr la soberanía, es decir, obtener la independencia.  Bajo el presidente Kwame Nkrumah, se hizo influyente en los esfuerzos de descolonización y el movimiento panafricano.
Actualmente, el país es una de las democracias más potentes del continente, destacando el importante papel que ejerce en la organización más importante de la zona: la Unión Africana (UA). Además de esta, es miembro de otras organizaciones en las cuales el país no tiene un papel preponderante: las Naciones Unidas (ONU), la Mancomunidad de Naciones (más conocida por su nombre en inglés Commonwealth of Nations) y la Organización Mundial del Comercio (OMC), entre otras.
Con una superficie de 238 533 km², abarcando diversas ecologías, desde sabanas costeras hasta selvas tropicales, y una población de 31 486 000 habitantes (2022), Ghana es el 82.º país más grande y el 46.º más poblado,[cita requerida] (siendo el segundo país más poblado de África Occidental) además de poseer una densidad de población de 132 habitantes por kilómetro cuadrado. En los últimos años, el país ha crecido demográfica y económicamente, con un Índice de Desarrollo Humano (IDH) de 0,632 en 2021 y un producto interior bruto (PIB) de más de 130 000 millones de dólares.

## Etimología
Fue el político ghanés J. B. Danquah quien promovió el actual nombre a la antigua colonia Costa de Oro. Le dio este nombre al territorio en honor al Imperio de Ghana. A su vez este proviene del idioma soninké gajanŋa 'rey', y fue el título otorgado a los reyes o caciques tribales de este imperio medieval. Sin embargo, el territorio del antiguo Imperio de Ghana nada tenía que ver, pues se encontraba mucho más al noroeste, entre las actuales repúblicas de Malí y Mauritania, así como en partes de Senegal y Guinea. Estaba habitada principalmente por mandingas.
Antiguamente, Ghana fue famosa por su producción de oro, y de hecho los árabes la nombraron بلاد التبر Bilād al-Tibr («Tierra del Oro»), en el contexto del comercio transahariano. Antiguamente en español se recomendaba la grafía Gana para el país.

## Historia

### Primeros asentamientos y orígenes

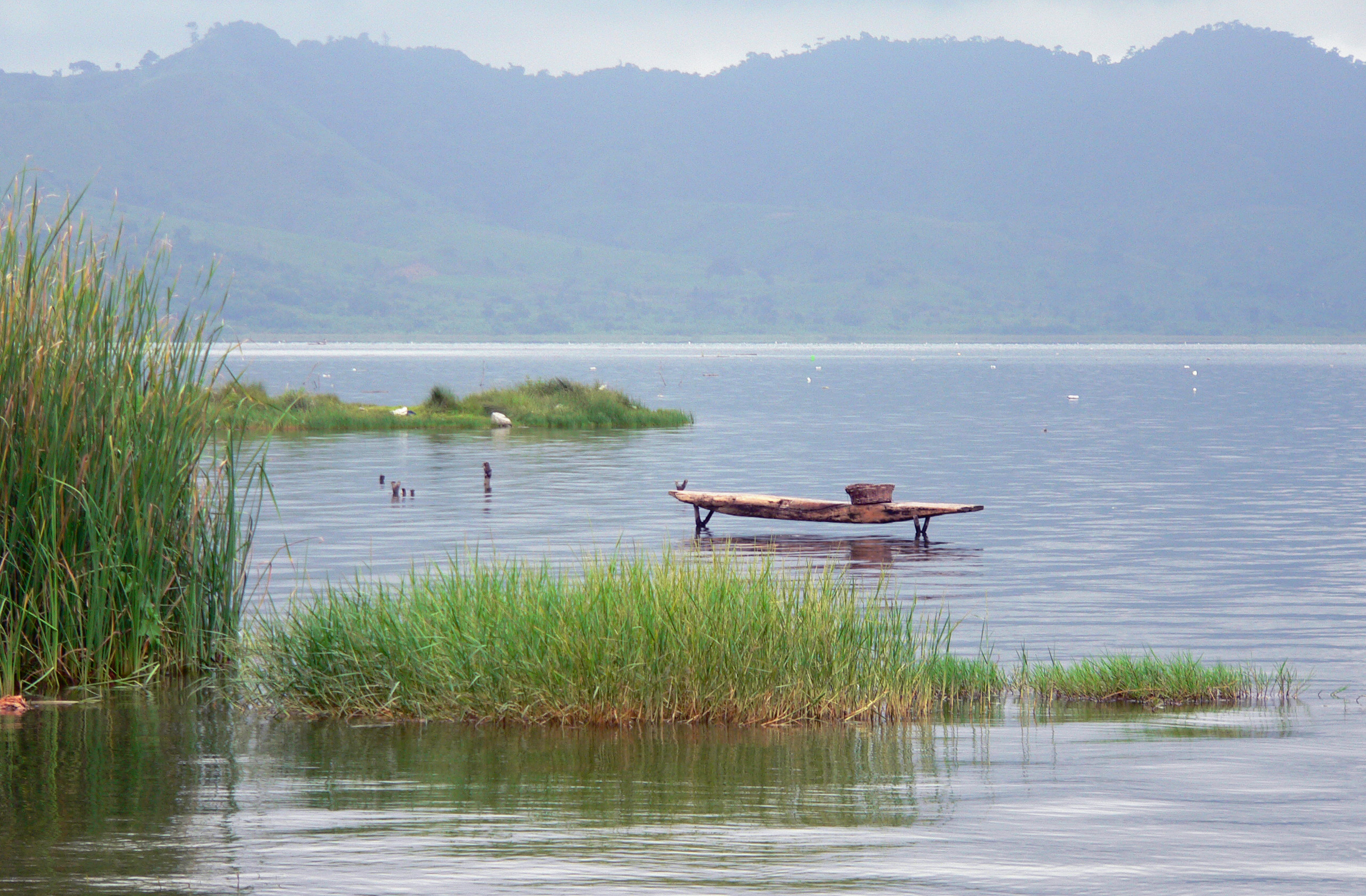
El lago de Bosumtwi.

La evidencia arqueológica y lingüística revela que la zona del territorio actual estuvo ocupado por humanos desde hace unos 12 000 años, primero a orillas del río Oti, después, hacia el año 8000 a. C., en el lago de Bosumtwi, y luego en las llanuras de Acra, desde el 4000 a. C.
La desintegración del Reino de Ghana (del que proviene el nombre del país), en el África Occidental, supuso la inmigración de miles de personas al territorio del país, donde se establecieron distintos estados, siendo el más importante los reinos de Akan y Twifu, que se desarrollaron a lo largo del valle del río Ofín. En el norte del actual país, se establecieron otros reinos de menor importancia como el de Uagadugú, que contaba con una importante influencia musulmana debido al continuo comercio con pueblos del norte de África.
Hacia el año 1400, la mayoría de los estados que constituyen el actual país ya estaban fundados o estaban en etapas avanzadas de su formación. En el siglo XVI muchos de estos territorios del noroeste del bosque del Akan y del noreste del país ya tenían sus autoridades políticas centralizadas.

### Exploración europea y Costa de Oro

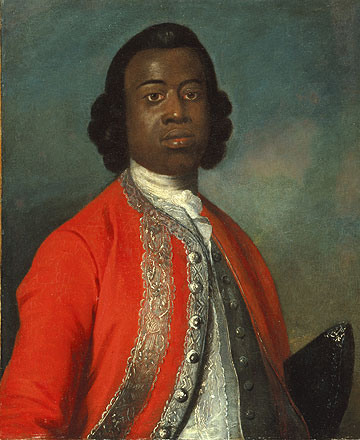
Retrato de William Ansah Sessarakoo pintado en 1749, óleo por Gabriel Mathias.

Mapa con las colonias británicas africanas en el año 1913. En rojo oscuro se aprecia la Costa de Oro.

Los portugueses llegaron a la zona hacia el siglo XV. Allí encontraron una gran cantidad de oro entre los ríos Anakoba y Volta, y por ello, bautizaron esta región con el nombre de Mina. El rey Juan II mandó construir un castillo en Elmina, con el fin de poder aprovechar y comerciar el oro al máximo. En el 1598, la gran cantidad de este metal precioso atrajo a los colonizadores ingleses, franceses y neerlandeses, quienes intentaron arrebatar los territorios a los portugueses. Para ello, Inglaterra y los Países Bajos construyeron fortalezas en los poblados de Komenda y Kormantsil desde donde intentaron expulsar a los portugueses y franceses; de esta forma lograron hacerse con el control de todo el territorio ghanés en 1637. Estos últimos bautizaron la nueva colonia con el nombre de «Costa de Oro».
En el siglo XVIII, llegaron más exploradores europeos, especialmente los españoles, los daneses y los suecos, pero en poco tiempo fueron expulsados, y en el siglo XVIII, William Ansah Sessarakoo fue el más exitoso ghanés comerciante y empresario en el período 1736–1749.
Mientras la costa estaba dominada por los ingleses, en el interior estaba establecido desde finales del siglo XVII el Imperio asante (o Imperio Ashanti), quienes habían sido uno de los principales proveedores de esclavos a los ingleses. Tras la prohibición del comercio con esclavos por los británicos en 1807, el Imperio Ashanti intentó tomar posesiones en la costa en lo que se convirtió en las guerras anglo-asantes.
A finales de 1874, los neerlandeses se retiraron de la zona y, como solo quedaban los británicos, hicieron de la Costa de Oro una colonia de la corona. En 1901, las regiones de Ashanti y del Norte, se convirtieron en un protectorado.

### Nacionalismo, independencia y transformación a república

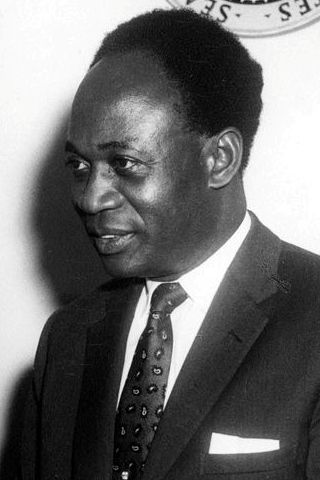
Kwame Nkrumah, llevó al país a la independencia y se convirtió en el primer presidente del mismo.

La agitación nacionalista se suspendió durante la época de la Segunda Guerra Mundial, pero se reanudó en 1945. De hecho, los pueblos de la Costa de Oro apoyaron el esfuerzo de guerra británico. El Quinto Congreso Panafricano celebrado en Mánchester en el mismo año, sirvió para formar el 4 de agosto de 1947 una ayuda para la liberalización de la dominación colonial.

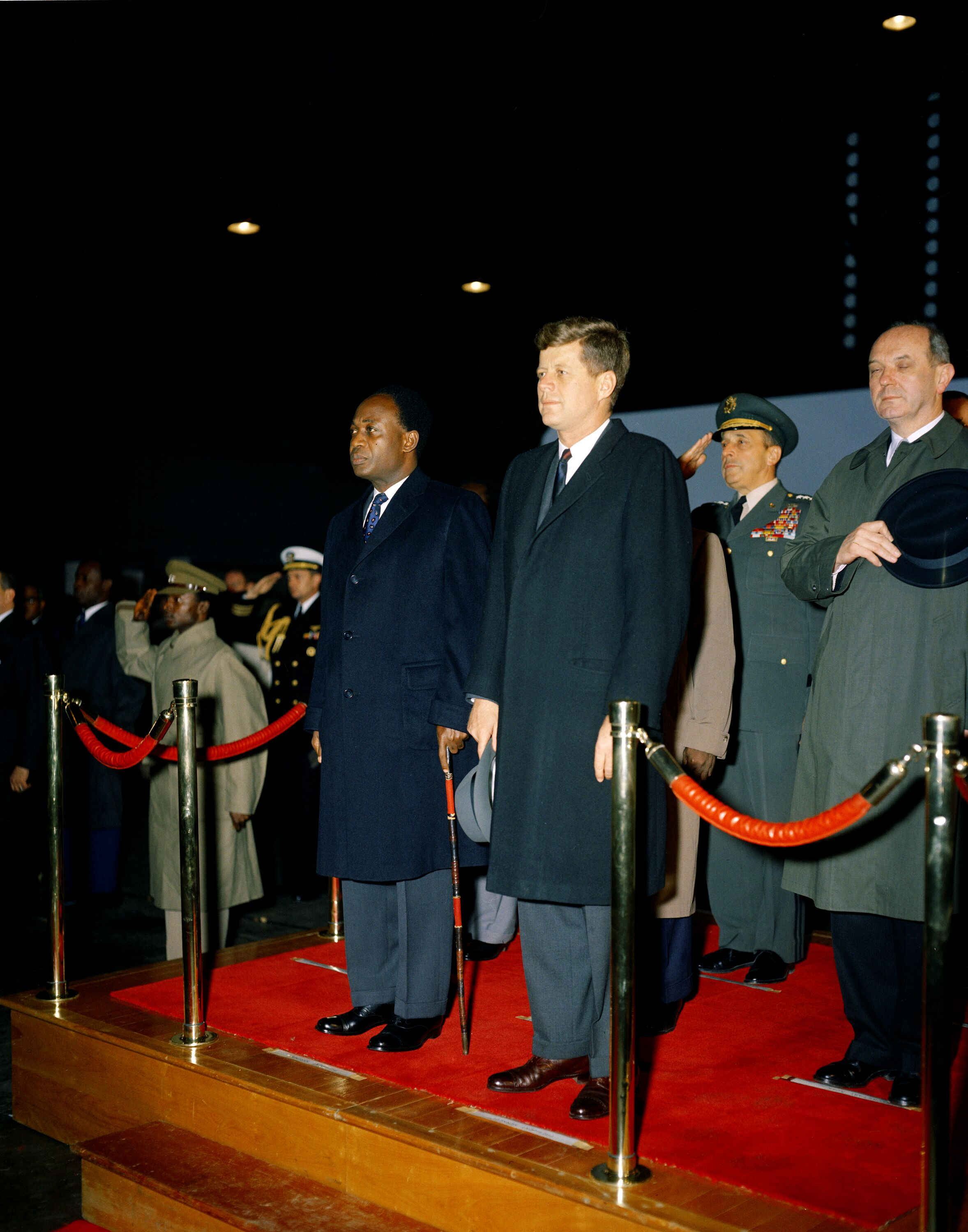
Kwame Nkrumah (entonces presidente de la República) y John F. Kennedy (presidente de Estados Unidos) en marzo de 1961.

En 1948, tres soldados desmovilizados de la colonia (el sargento Frederick Adjetey Cornelius, el cabo Attipoe y el soldado Odartey Lamptey), se dirigían de forma pacífica al castillo de Christiansborg, para informar al gobernador de la difícil situación, pero fueron asesinados durante el camino.
El 12 de junio de 1949, Kwame Nkrumah, un político de la época, formó el primer partido de gobierno de la historia de esta colonia, el cual dejó de cooperar con los británicos y así conseguir su independencia pero al oponerse a la Constitución de 1951, Nkrumah fue encarcelado junto con sus colaboradores. Ya el 8 de febrero de 1951, se hicieron las primeras elecciones de la historia de la colonia, con victoria para el partido de Nkrumah, el cual fue liberado el día 12 de febrero de 1951, y volvió a ser el líder del partido. Entonces, debido a las huelgas que se extendieron por el país, el gobernador británico por aquel entonces, el conde de Listowell, les dio la independencia el 6 de marzo del año 1957, convirtiéndose Nkrumah en el primer ministro de Ghana, pero seguía habiendo gobernador general como representante del monarca británico. El 1 de julio de 1960, se elaboró la primera constitución de su historia, y a partir de eso, se transformó en una república, por lo que los monarcas británicos dejaron de ser jefes de Estado.

### República de Ghana (1961-presente)

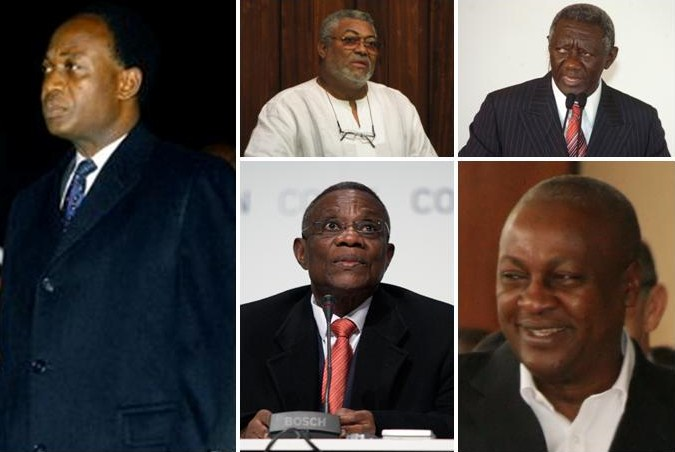
Presidentes de la República de Ghana: Nkrumah, Rawlings, Kufuor, Mills y Mahama.

En 1966, Nkrumah fue derrocado por un golpe de Estado y, a partir de entonces, el país entró en una época de inestabilidad y cambios políticos, que acabaron con un segundo golpe de Estado el 31 de diciembre de 1981 encabezado por los «Tenientes Coroneles de la Fuerza Aérea», al mando de los cuales estaba Jerry Rawlings.
Tras la llegada al poder, Rawlings ordenó redactar en 1992 una nueva Constitución, la cual incorporaba al gobierno el sistema de partidos.
En 1992, convocó elecciones en las que Rawlings salió victorioso hasta el año 2000, año en el que la oposición consiguió la victoria.
En 2009, John Atta Mills asumió el cargo de presidente de Ghana con una diferencia de cerca de 40 000 votos (0,46 %) entre su partido, el Congreso Nacional Democrático y el Nuevo Partido Patriótico, siendo ésta la segunda vez que el poder ha sido transferido de un líder legítimamente elegido a otro, reconociéndose así la condición de Ghana como una democracia estable.
En 2011, John Atta Mills ganó el congreso NDC cuando se encontró frente a Nana Konadu Agyeman Rawlings para el Congreso Nacional Democrático. Él ganó por 2771 votos, lo que representa 96,9 % del total de votos emitidos. El 24 de julio de 2012 John Atta Mills murió inesperadamente en Acra. John Dramani Mahama, el vicepresidente, prestó juramento en su reemplazo. Mahama ganó las elecciones el 7 de diciembre de 2012 y tomó posesión nuevamente en enero de 2013. En septiembre de 2024 la Comisión Electoral (CE) de Ghana aprobó una lista de 13 candidatos a presidente para las elecciones que tendrán lugar en diciembre de 2024.

## Gobierno y política

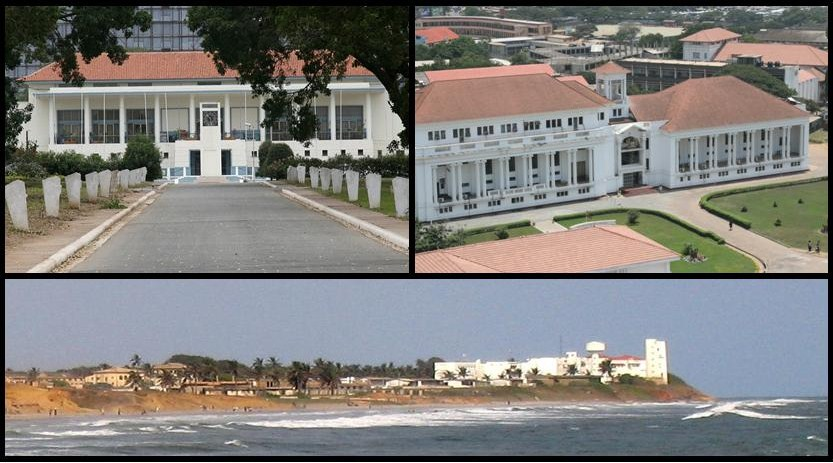
Gobierno de Ghana edificios: Casa del Parlamento de Ghana es el sede del Gobierno en Ghana, Corte Suprema de Ghana edificios, y Castillo de Christiansborg (Castillo de Osu) es la residencia actual del presidente de la República de Ghana.

Ghana es una república con un sistema presidencialista, caracterizada por ser una de las democracias más robustas del África subsahariana.[cita requerida] La constitución actual entró en vigor el 7 de enero de 1993, aunque la primera constitución en la historia del país fue promulgada en 1960. Esta constitución garantiza, entre otras cosas, el sufragio universal. Aunque Ghana sigue una política multipartidista, desde la restauración de la democracia en 1992 la competencia electoral es profundamente bipartidista, con el Nuevo Partido Patriótico (NPP) de centroderecha, y el Congreso Nacional Democrático (NDC) de centroizquierda como los principales partidos políticos del país. En las elecciones generales de 2016, el NPP y el NDC obtuvieron la totalidad de los escaños del Parlamento por primera vez, por lo que desde entonces no hay cargos ejecutivos ni legislativos ocupados por otro partido. Sus jefes tradicionales (precoloniales) siguen teniendo espacio político en la Cámara Nacional de Jefes, reconocida en la constitución.

### Relaciones exteriores

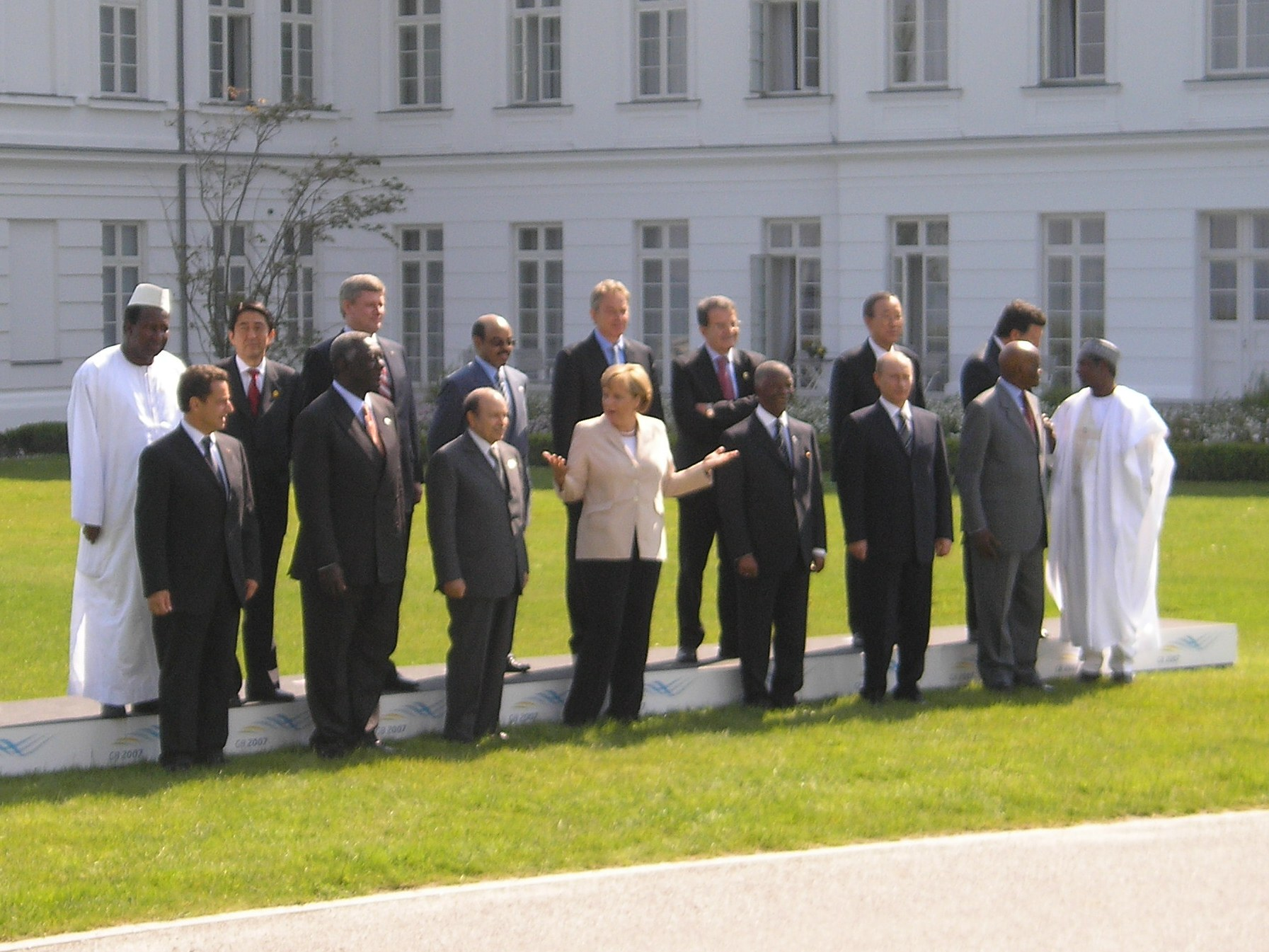
expresidente de Ghana, John Kufuor en la 33.ª Cumbre del G8 en 2007 (Kufuor en frente segundo por la izquierda).

Las relaciones exteriores se encargan principalmente de la seguridad de los 3 millones de ghaneses que viven fuera del país. Es miembro de importantes organizaciones internacionales como la Organización de las Naciones Unidas, la Organización Mundial del Comercio, la Unión Africana (organización en la que tiene un importante papel) o la Mancomunidad de Naciones. Además, es el mayor proveedor de paz del África subsahariana, y ha enviado alrededor de 2995 cascos azules a las Naciones Unidas, y 900 soldados a la fuerza interina en el Líbano de dicha organización. A fines de 2012 mantuvo un litigio con la República Argentina a causa de la retención ilegal del buque de guerra A.R.A. Libertad en el puerto de Tema a instancias de fondos especulativos norteamericanos.

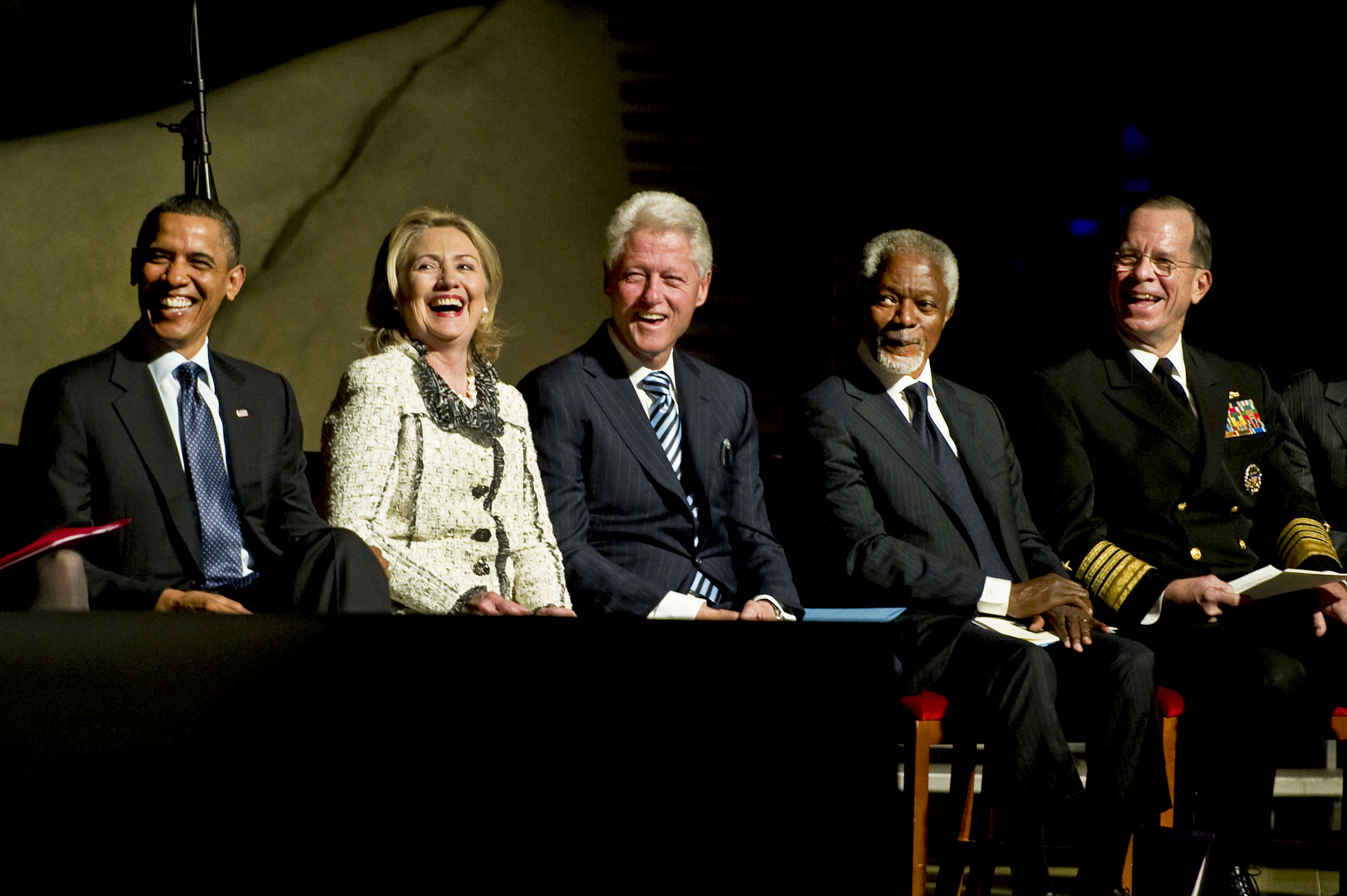
Kofi Annan, el diplomático de Ghana y el séptimo secretario general de las Naciones Unidas, con Barack Obama, el presidente de los Estados Unidos, Hillary Clinton, la 67ª secretaria de Estado de los Estados Unidos, Bill Clinton, el 42º presidente de los Estados Unidos, y Michael Mullen, el presidente de los jefes del Estado Mayor Conjunto de los Estados Unidos.

Actualmente, está manteniendo relaciones con la Unión Europea (UE), especialmente por una negociación de nuevos acuerdos bilaterales entre ambos territorios. Cabe destacar, que entre estos acuerdos está el de exportación de madera y sus productos agrícolas, y los acuerdos de visado. Por ello, mantiene embajadas en las principales localidades de la asociación, cabiendo destacar las de Berlín, Londres, Madrid, París, Roma, Moscú y Ankara.

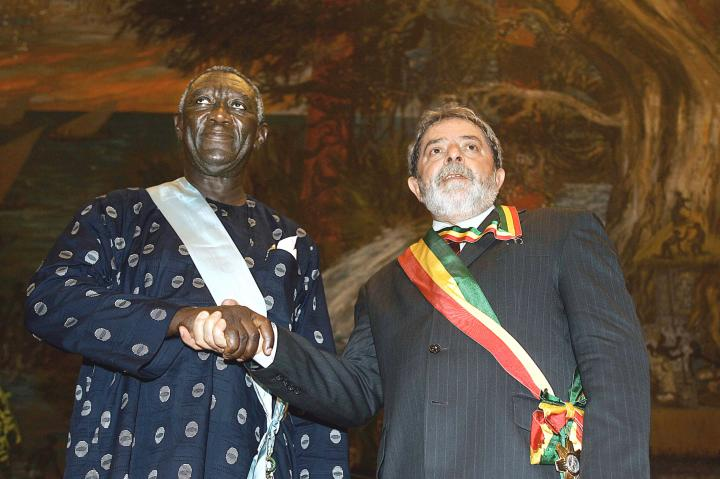
John Kufuor junto a Lula da Silva en Ghana, siendo Ghana y Brasil socios comerciales.

Al igual que la UE, Estados Unidos también tiene relaciones con este país, teniendo una embajada en la capital, y viceversa. Han sido buenas no a nivel oficial, sino a nivel personal desde su independencia. Tienen estrechos acuerdos entre las instituciones educativas y científicas, y grandes vínculos culturales. Además, es uno de los principales socios comerciales, donde operan muchas compañías multinacionales americanas, especialmente Coca Cola, FedEx, Motorola, Delta Air Lines, United Airlines, Cargill, Ups, Price Waterhouse, General Electric y NCR Corporación, NCR Corporación TIC y Caja registradora especializada en soluciones para la venta al por menor y la industria financiera.

### Fuerzas armadas

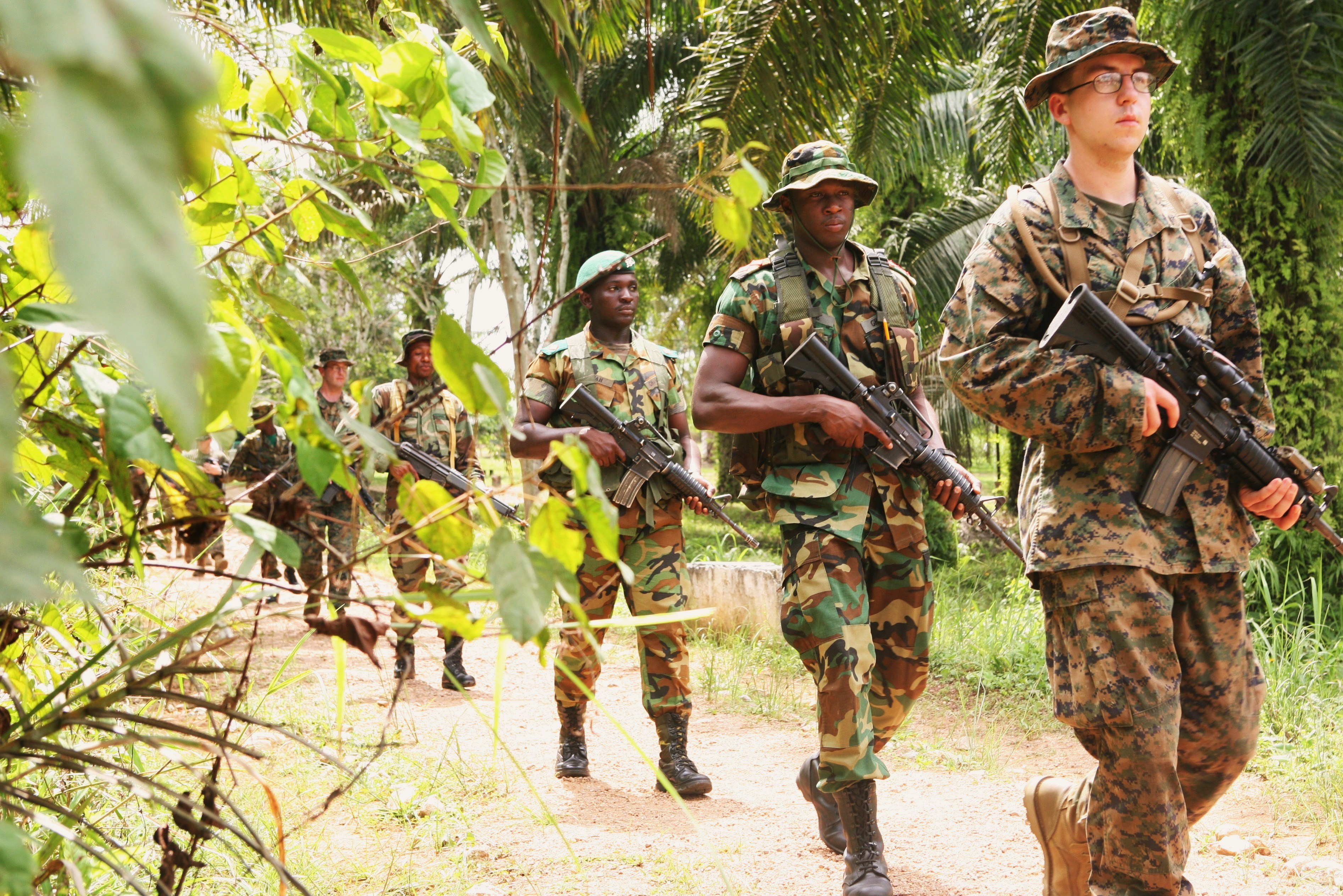
Las Fuerzas Especiales de Ejército del Ghana en Guerra de guerrillas formación.

En 2009, el gobierno se gastó aproximadamente el 1,7% de su PIB en sus fuerzas armadas, lo que le hace el 87.º país que más gasta en su ejército. Están divididas en tres componentes: el Ejército, la Armada y la Fuerza Aérea. Su equipamiento está formado básicamente, por máquinas fabricadas en el extranjero, principalmente del Reino Unido, Brasil, Suecia, Suiza, Israel y Finlandia. Además, mantiene unos estrechos lazos con el Ejército Popular de Liberación. Entre los 18 y los 26 años de edad se puede hacer un curso voluntario en el ejército, el cual no implica la admisión al mismo.
En 1994 tuvo un personal de unas 6850 personas, distribuyéndose en 850 para la marina, 5000 para el ejército de tierra y las otras 1000 restantes están especializadas en la fuerza aérea. Además, tiene una fuerza de seguridad interna en la que trabajan 16 000 policías, 5000 miembros de la milicia del pueblo, y una fuerza nacional de defensa civil integrada por todos los ciudadanos sanos. La fuerza aérea tiene una flota de 35 aeronaves y en los próximos años ascenderá a 37, debido a la compra de 2 unidades de Airbus Military C-295.

### Derechos humanos
En materia de derechos humanos, respecto a la pertenencia a los siete organismos de la Carta Internacional de Derechos Humanos, que incluyen al Comité de Derechos Humanos (HRC), Ghana ha firmado o ratificado:
| Ghana | Tratados internacionales | Tratados internacionales    | Tratados internacionales | Tratados internacionales | Tratados internacionales  | Tratados internacionales | Tratados internacionales | Tratados internacionales | Tratados internacionales    | Tratados internacionales | Tratados internacionales | Tratados internacionales | Tratados internacionales  | Tratados internacionales  | Tratados internacionales | Tratados internacionales | Tratados internacionales    | Tratados internacionales    |
| --- | ------------------------ | --------------------------- | ------------------------ | ------------------------ | ------------------------- | ------------------------ | ------------------------ | ------------------------ | --------------------------- | ------------------------ | ------------------------ | ------------------------ | ------------------------- | ------------------------- | ------------------------ | ------------------------ | --------------------------- | --------------------------- |
| Ghana | CESCR                    | CESCR                       | CCPR                     | CCPR                     | CCPR                      | CERD                     | CED                      | CEDAW                    | CEDAW                       | CAT                      | CAT                      | CRC                      | CRC                       | CRC                       | CRC                      | MWC                      | CRPD                        | CRPD                        |
| Ghana | CESCR                    | CESCR-OP                    | CCPR                     | CCPR-OP1                 | CCPR-OP2-DP               | CERD                     | CED                      | CEDAW                    | CEDAW-OP                    | CAT                      | CAT-OP                   | CRC                      | CRC-OP-AC                 | CRC-OP-SC                 | CRC-OP-CP                | MWC                      | CRPD                        | CRPD-OP                     |
| Pertenencia | Firmado y ratificado.    | Firmado pero no ratificado. | Firmado y ratificado.    | Firmado y ratificado.    | Ni firmado ni ratificado. | Firmado y ratificado.    | Sin información.         | Firmado y ratificado.    | Firmado pero no ratificado. | Firmado y ratificado.    | Sin información.         | Firmado y ratificado.    | Ni firmado ni ratificado. | Ni firmado ni ratificado. | Sin información.         | Firmado y ratificado.    | Firmado pero no ratificado. | Firmado pero no ratificado. |
| Firmado y ratificado, firmado, pero no ratificado, ni firmado ni ratificado, sin información, ha accedido a firmar y ratificar el órgano en cuestión, pero también reconoce la competencia de recibir y procesar comunicaciones individuales por parte de los órganos competentes. |                          |                             |                          |                          |                           |                          |                          |                          |                             |                          |                          |                          |                           |                           |                          |                          |                             |                             |

## Organización territorial
El territorio está dividido en 16 regiones administrativas, que a su vez se dividen en 138 distritos y estos en 16 000 comités. Las regiones administrativas tienen nombres de la Época Colonial, y estas regiones son: Gran Acra, Ghana Occidental, Ghana Oriental, Ghana Central, Ashanti, Volta, Brong-Ahafo, Ghana Septentrional, Alta Ghana Oriental y Alta Ghana Occidental. No tienen elecciones a gobernador, ya que estos los designa el presidente de la nación.
Cada distrito tiene una Asamblea de Distrito formada por miembros elegidos y designados. El 70% de los miembros son elegidos por la población, y el restante 30% son nombrados por el presidente. De los asientos reservados para los designados, el 50 % están destinados a las mujeres. A pesar de esto, las mujeres representan solo una pequeña proporción de los miembros de la Asamblea de Distrito, la cual es inferior al 10 %.
| Región           | Capital          | Área (km2) | Población (2021) |                                     |
| ---------------- | ---------------- | ---------- | ---------------- | ----------------------------------- |
| Ahafo            | Goaso            | 5,193      | 564,668          | Regions of Ghana from February 2019 |
| Ashanti          | Kumasi           | 24,389     | 5,440,463        | Regions of Ghana from February 2019 |
| Bono             | Sunyani          | 11,107     | 1,208,649        | Regions of Ghana from February 2019 |
| Bono Este        | Techiman         | 23,257     | 1,203,400        | Regions of Ghana from February 2019 |
| Central          | Cape Coast       | 9,826      | 2,859,821        | Regions of Ghana from February 2019 |
| Oriental         | Koforidua        | 19,323     | 2,925,653        | Regions of Ghana from February 2019 |
| Gran Acra        | Acra             | 3,245      | 5,455,692        | Regions of Ghana from February 2019 |
| Septentrional    | Tamale           | 25,448     | 2,310,939        | Regions of Ghana from February 2019 |
| Noreste          | Nalerigu         | 9,074      | 658,946          | Regions of Ghana from February 2019 |
| Oti              | Dambai           | 11,066     | 747,248          | Regions of Ghana from February 2019 |
| Sabana           | Damongo          | 35,862     | 653,266          | Regions of Ghana from February 2019 |
| Superior Este    | Bolgatanga       | 8,842      | 1,301,226        | Regions of Ghana from February 2019 |
| Superior Oeste   | Wa               | 18,476     | 901,502          | Regions of Ghana from February 2019 |
| Volta            | Ho               | 9,504      | 1,659,040        | Regions of Ghana from February 2019 |
| Occidental       | Sekondi-Takoradi | 13,847     | 2,060,585        | Regions of Ghana from February 2019 |
| Occidental Norte | Sefwi Wiawso     | 10,074     | 880,921          | Regions of Ghana from February 2019 |

## Geografía

### Topografía

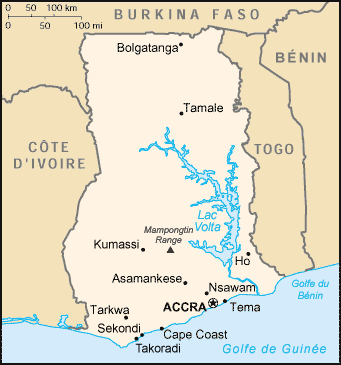
Mapa de Ghana.

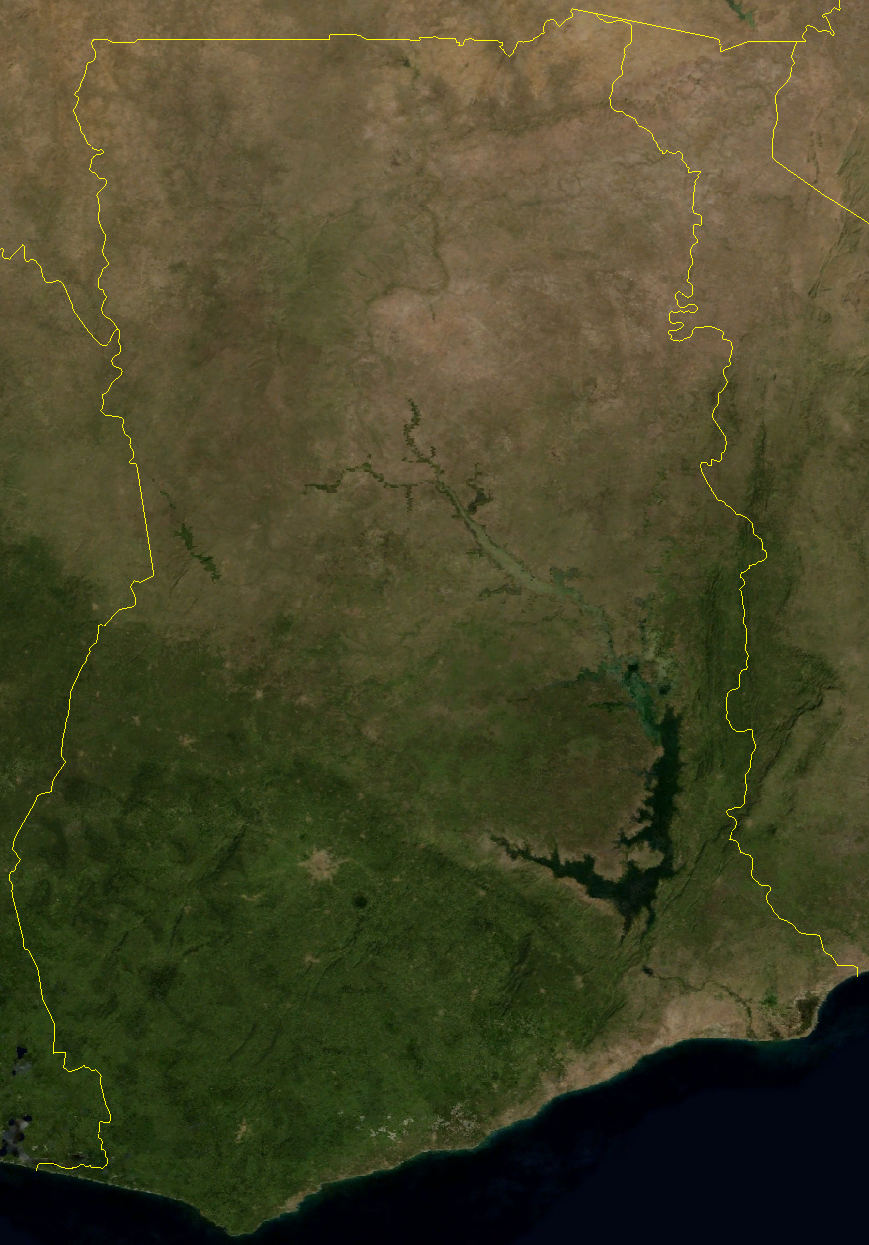
Vista satélite de Ghana.

Ghana se encuentra situada en el oeste de África. Limita al norte con Burkina Faso, al este con Togo, al oeste con Costa de Marfil y al sur con el golfo de Guinea. Es, además, uno de los países por los que cruza el meridiano de Greenwich por el este.

Con una superficie de 238 533 km², es el 82.º país más grande del mundo. Aproximadamente la mitad del país está a menos de 150 metros sobre el nivel del mar. Solo hay ligeras elevaciones en la zona oeste, donde se encuentra la meseta Ashanti, que separa la llanura que hay en el noroeste con la del litoral.

### Ecología
El lago Volta, es el 23.º más extenso del mundo pero también forma el embalse más grande del mundo con una superficie de 8502 km². Para ello, en la parte sur del lago se construyó la presa de Akosombo donde confluyen dos ríos: el Volta Blanco y el Volta Negro, que a partir de ahí forman un solo río. Esta construcción ha tenido grandes problemas medioambientales, aunque genera gran parte de la energía para Togo y Benín.

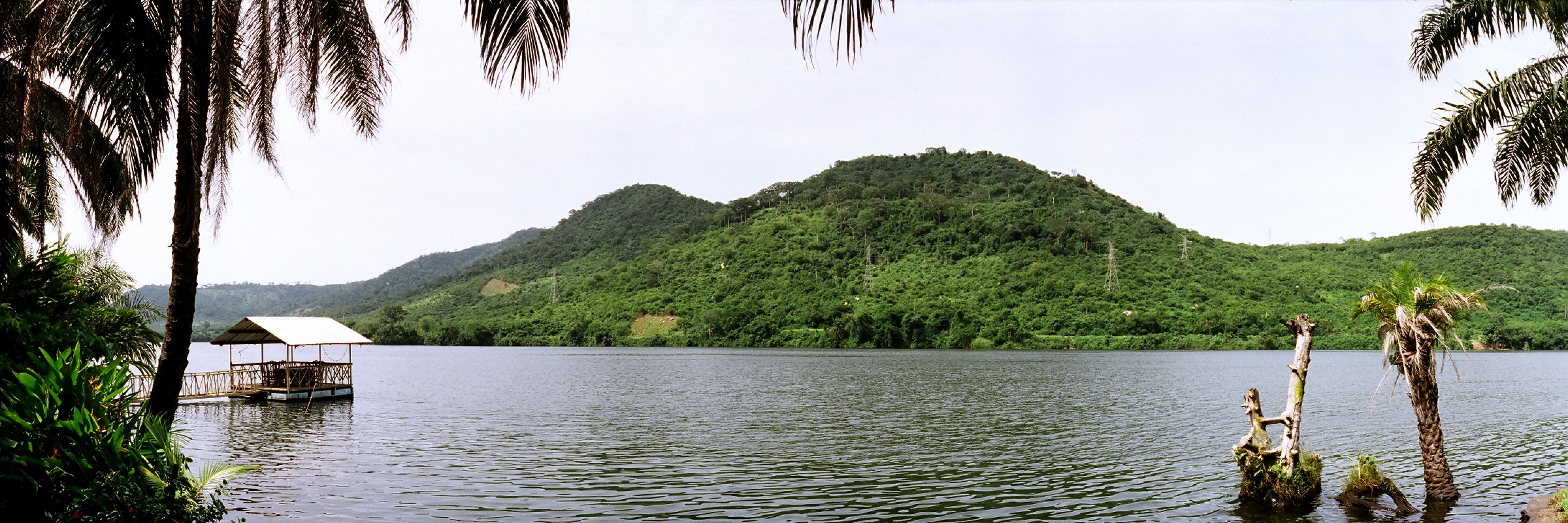
Una vista del paisaje del lago Volta en Ghana Oriental, el mayor embalse del mundo. Lago Volta y Río Volta desemboca en el Golfo de Guinea.
Tiene tres afluentes principales: el Volta Negro, el Volta Blanco y el Volta Rojo.

### Flora y fauna
Ghana tiene una gran diversidad en cuanto a flora y fauna se refiere. Los animales más típicos que se pueden encontrar son leopardos, elefantes, antílopes, búfalos, leones, y aves y mariposas típicas del clima tropical. En cuanto a las plantas, principalmente se puede encontrar manglares y palmeras.
| Biodiversidad de Ghana |                      |                        |                      |
|                        |                      |                        |                      |
| Mangifera              | Adonidia merrillii   | Opuntia cochenillifera | Murraya paniculata   |
|                        |                      |                        |                      |
| Porrón Común           | Bucorvus abyssinicus | Loxodonta Africana     | Cercopithecus mona   |
|                        |                      |                        |                      |
| Necrosyrtes monachus   | Aquila rapax         | Piliocolobus kirkii    | Pan troglodytes      |
|                        | Crocuta crocuta      |                        |                      |
| Panthera leo           | Crocuta crocuta      | Panthera pardus        | Kobus ellipsiprymnus |

### Clima
En la mayor parte del país es un clima tropical, ya sea húmedo o seco, dependiendo de la época del año, así también, la temperatura varía por la estación del año y la elevación. Generalmente, las más bajas son en agosto y las más altas son en marzo. Entre diciembre y marzo, el harmattan, sopla un viento seco de origen desértico desde el noreste lo que supone una reducción de la humedad y días calurosos y noches frías al norte; este viento, también, se puede sentir en enero al sur del país.
El principal factor climático es la lluvia. Esta temporada corresponde a los meses de verano en Europa, desde abril hasta septiembre, alcanzando su máximo en junio y julio.
| Parámetros climáticos promedio de Acra | Parámetros climáticos promedio de Acra | Parámetros climáticos promedio de Acra | Parámetros climáticos promedio de Acra | Parámetros climáticos promedio de Acra | Parámetros climáticos promedio de Acra | Parámetros climáticos promedio de Acra | Parámetros climáticos promedio de Acra | Parámetros climáticos promedio de Acra | Parámetros climáticos promedio de Acra | Parámetros climáticos promedio de Acra | Parámetros climáticos promedio de Acra | Parámetros climáticos promedio de Acra | Parámetros climáticos promedio de Acra |
| Mes                                    | Ene.                                   | Feb.                                   | Mar.                                   | Abr.                                   | May.                                   | Jun.                                   | Jul.                                   | Ago.                                   | Sep.                                   | Oct.                                   | Nov.                                   | Dic.                                   | Anual                                  |
| -------------------------------------- | -------------------------------------- | -------------------------------------- | -------------------------------------- | -------------------------------------- | -------------------------------------- | -------------------------------------- | -------------------------------------- | -------------------------------------- | -------------------------------------- | -------------------------------------- | -------------------------------------- | -------------------------------------- | -------------------------------------- |
| Temp. máx. media (°C)                  | 32                                     | 32                                     | 32                                     | 32                                     | 31                                     | 29                                     | 27                                     | 27                                     | 29                                     | 30                                     | 31                                     | 31                                     | 30.3                                   |
| Temp. mín. media (°C)                  | 23                                     | 23                                     | 24                                     | 24                                     | 23                                     | 23                                     | 22                                     | 21                                     | 22                                     | 22                                     | 23                                     | 23                                     | 22.8                                   |
| Precipitación total (mm)               | 16                                     | 37                                     | 73                                     | 82                                     | 145                                    | 193                                    | 49                                     | 16                                     | 40                                     | 80                                     | 38                                     | 18                                     | 787                                    |
| Horas de sol                           | 207                                    | 219                                    | 216                                    | 213                                    | 204                                    | 144                                    | 138                                    | 150                                    | 171                                    | 213                                    | 240                                    | 228                                    | 2343                                   |
| Humedad relativa (%)                   | 79                                     | 77                                     | 77                                     | 80                                     | 82                                     | 85                                     | 85                                     | 83                                     | 82                                     | 83                                     | 80                                     | 79                                     | 81                                     |
| [cita requerida]                       |                                        |                                        |                                        |                                        |                                        |                                        |                                        |                                        |                                        |                                        |                                        |                                        |                                        |

## Economía

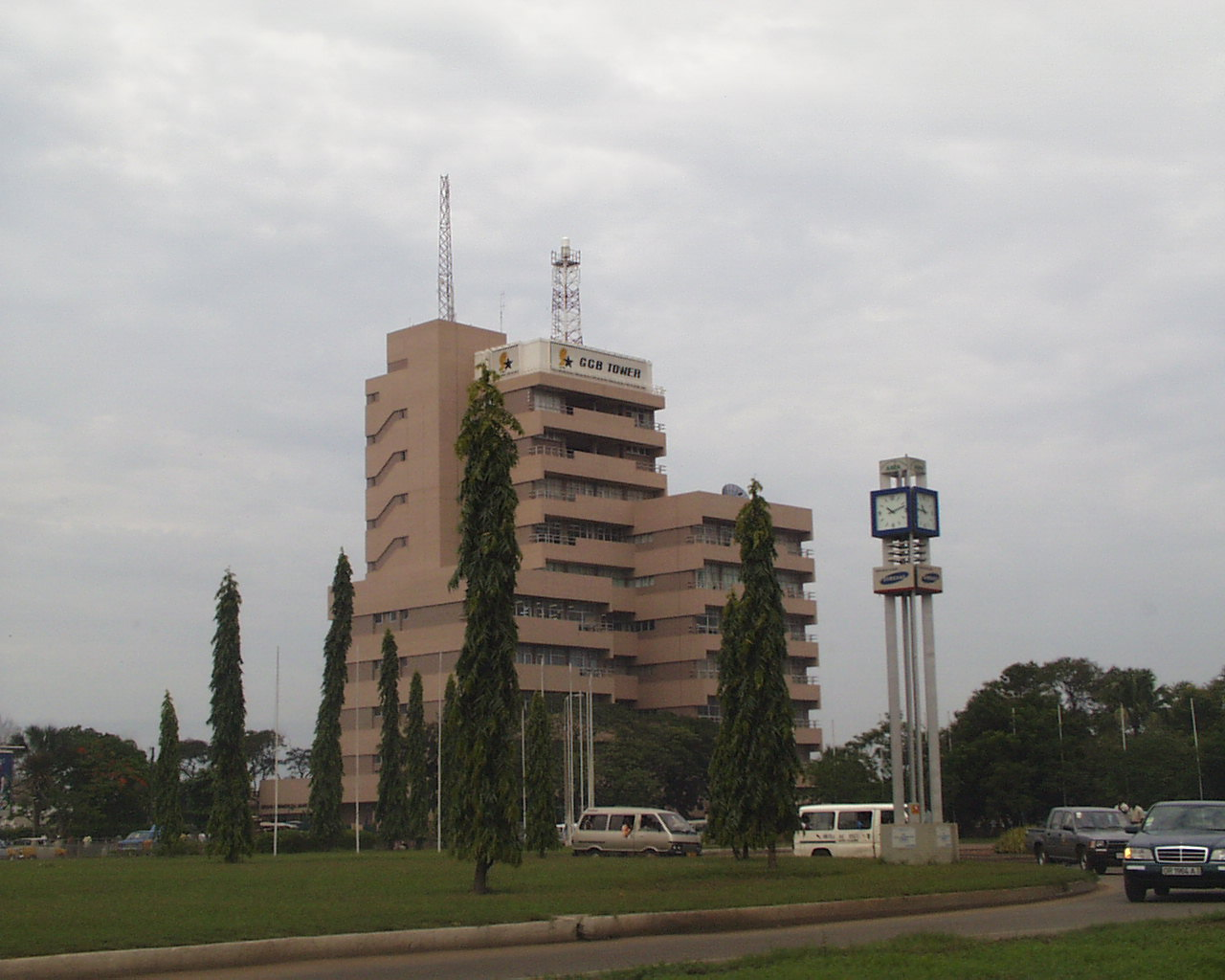
Un Banco Comercial, situado en Acra.

Evolución del PIB real per cápita de Ghana.

### Sectores clave
Ghana es un país medianamente rico en recursos naturales contando con minerales industriales, hidrocarburos y metales preciosos. Tras la constante caída del valor real del Cedi, en el 2014, la inflación se incrementó rápidamente, y el valor del tercer Cedi cayó hasta un cuarto de su valor originalmente impreso. Esta caída de valor se contuvo en el último trimestre del 2014 cuando este circulante se estabilizó tras la solicitud de un cese de pagos negociado (un supuesto bailout) y tras la renegociación de la deuda del Gobierno de Ghana al FMI.
La percepción de la corrupción en los últimos cinco años en Ghana ha empeorado, lo que ha venido acompañado de un descenso de su posición en el ranking internacional de corrupción, lo que frena las inversiones. Producto de la liberalización y privatizaciones la corrupción se ha desbordado, en especial en el poder judicial, calificado como el más corrupto del continente. Ghana es uno de los 50 países más desiguales del mundo y, como señala Oxfam en sus últimos informes, en este país «la desigualdad está en aumento, socavando la reducción de la pobreza, frenando el crecimiento económico y amenazando la estabilidad social». En Ghana el 10 % de la población más rica consume casi un tercio de los recursos 32 %, la misma cantidad que consume el 60 % más pobre. Por el contrario, el 10 % más pobre solo accede al 1.2 % de los recursos. Para el año 2020, Ghana es la segunda mayor economía de África occidental tras Nigeria. El sector agrícola sigue siendo crucial y representa alrededor del 30% del PIB y el 50% del empleo. El volumen de las exportaciones tradicionales (cacao, oro y otros recursos naturales) sigue siendo importante dentro de la economía. El sector de la agricultura es la mayor fuente de ingresos para la mayoría de los ghaneses constituyendo un 60 %. La inversión en la agricultura disminuyó drásticamente en la última década y representa solo 6,2 % de la inversión del gobierno. Tiene un plan económico llamado «Ghana Vision 2012». Este plan plantea a Ghana como el primer país Africano en convertirse un país desarrollado entre los años 2020 y 2029 y un nuevo país industrializado entre los años 2030 y 2039. Esto excluye al miembro del Grupo de los 24 y a Sudáfrica, que es un nuevo país industrializado. La economía de Ghana también tiene vínculos con el Chino yuan renminbi junto con la vasta reserva de oro de Ghana. En el 2013, el Banco de Ghana comenzó a circular renminvi a través de los bancos de estado Ghaniano y al público de Ghana como una moneda fuerte junto con el Ghana cedi para un segundo mercado de moneda. En los últimos años la inflación, la cual crece progresivamente desde 2009 y se encuentra hoy en día en un 9,08%, y a los ingresos medios. Todos estos valores hacen que el país se encuentre en el puesto 114 de 168 del Índice de Competitividad Global.
El Estado es dueño de La Autoridad del Río Volta y de la Corporación del Petróleo Nacional de Ghana que son los dos mayores productores de electricidad. La presa Akosombo, construida en el Río Volta en 1965, junto con la presa Bui, Kpong, y junto a otras presas hidroeléctricas, son las que proporcionan la energía hidroeléctrica.

### Crecimiento económico

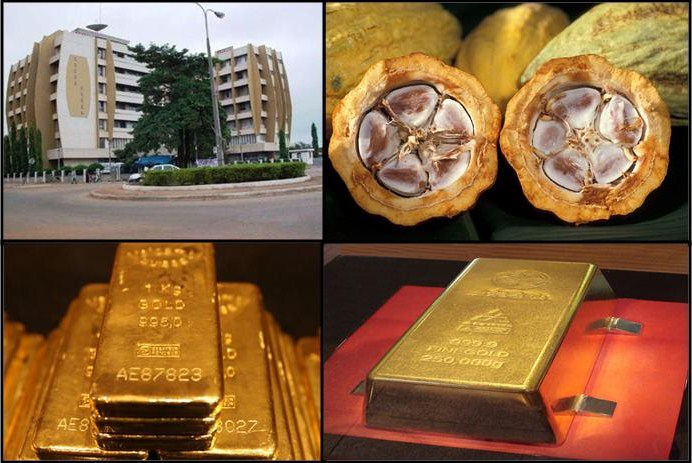
La casa del cacao en Sunyani: la República de Ghana es el segundo mayor productor de Cacao en el mundo. El ghanés Cacao, Granos de Cacao en la Theobroma Cacao. Ghanés Reservas de Oro y Pepitas de Oro, la República de Ghana es el segundo mayor productor de Oro de todo el continente Africano, y el octavo mayor productor de Oro del mundo.

Según las revisiones que ha hecho el gobierno en 2011, el déficit suponía el 4,3% de su PIB, un 0,2% más que en 2010, por lo que tuvo una balanza de pagos negativa. En 2010, el gobierno se enfrentaba a una deuda de 1.438 millones de dólares, por lo que se ubica en el puesto 144 de la lista ascendente de países endeudados.
El 1 de enero de 1995, Ghana consiguió ingresar en la Organización Mundial del Comercio (OMC) gracias a su rica agricultura. Los cultivos principales son el maíz, el plátano, el arroz, el mijo, el sorgo, la mandioca y el ñame. Al contrario que la ganadería, este sector es clave para la economía del país, rasgo compartido por la mayoría de estados que presentan una economía de crecimiento irregular.

### Recursos minerales

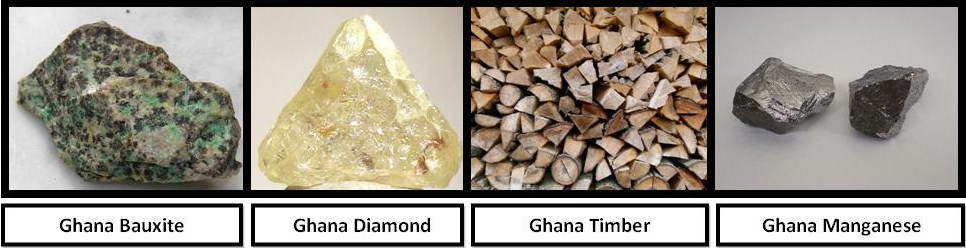
Principales recursos naturales y mineros del suelo y subsuelo ghanés: Bauxita, Diamante, Madera y Manganeso.

La minería también está cobrando importancia en el país, con un crecimiento de alrededor del 30% en 2007; las principales extracciones son la bauxita, el oro (el país es el segundo productor africano después de Sudáfrica) y los fosfatos. La Bolsa de Valores del Ghana es la tercera más grande y mejor de todo el continente Africano (después la primera, la Bolsa de Johannesburgo de Sudáfrica y la segunda, la Bolsa de Valores del Nigeria).

### Industria

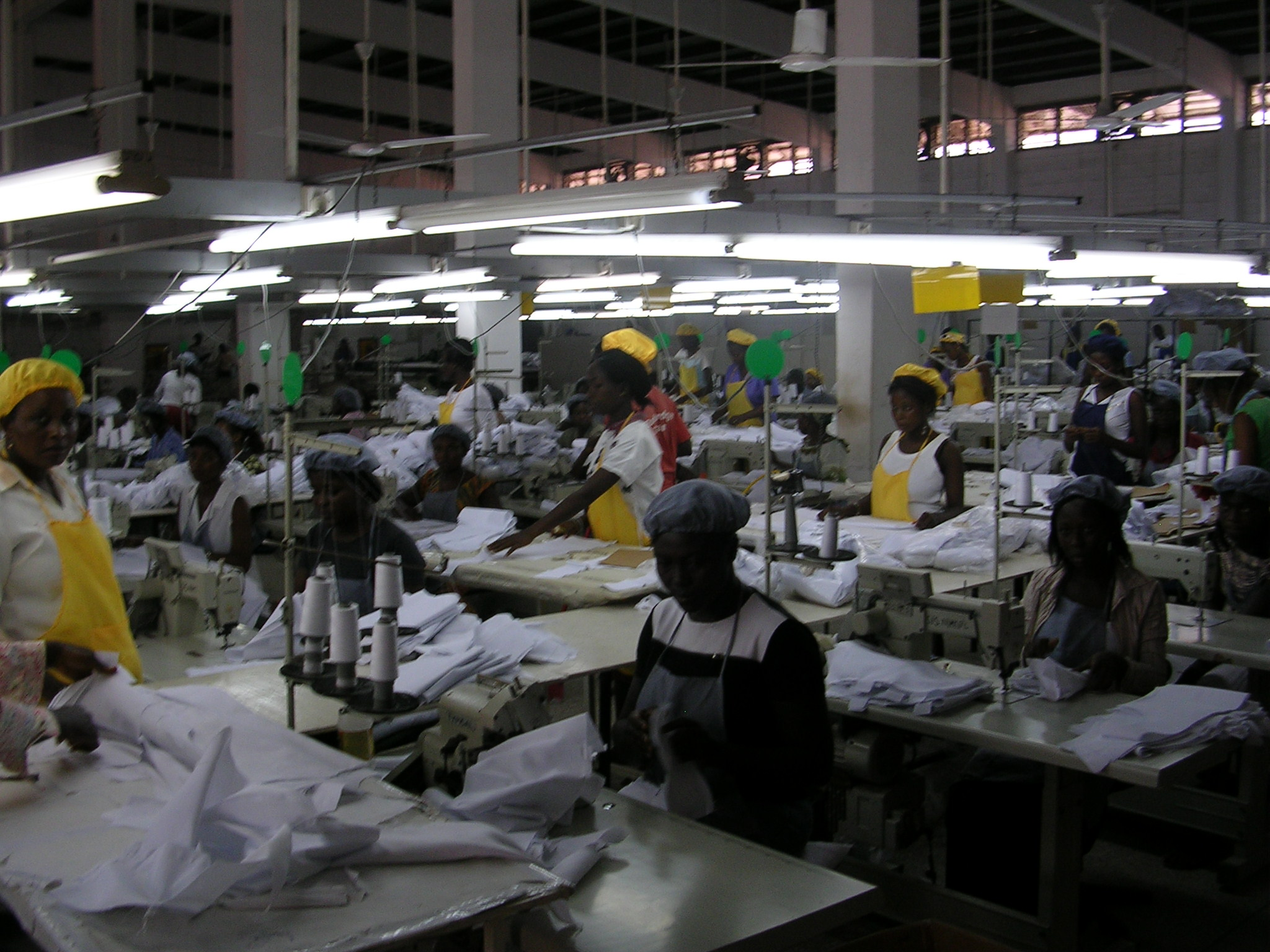
Industria textil en Ghana.

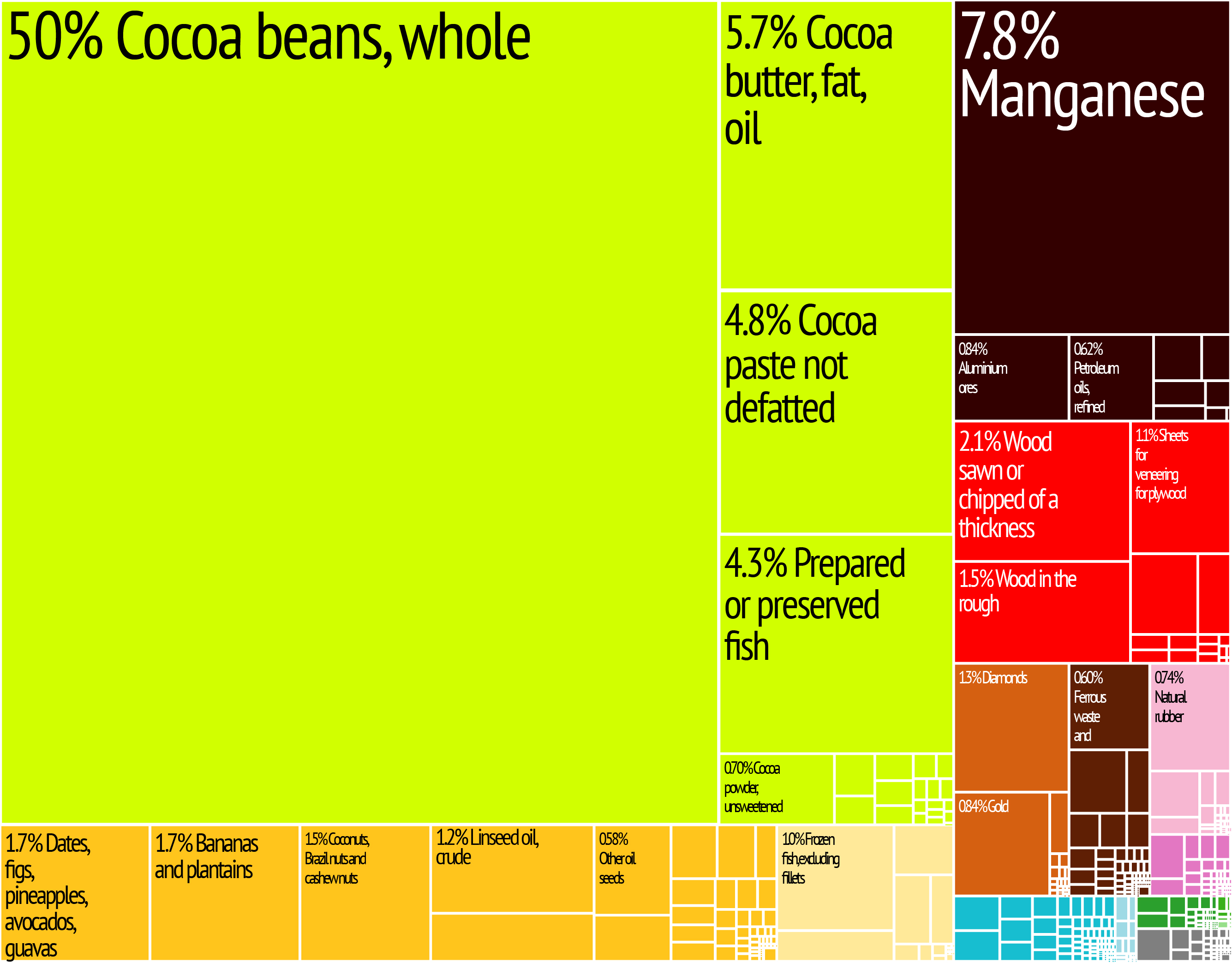
Exportaciónes de la República de Ghana en los años 2000.

La industria también es muy diversa, pero las que cobran mayor importancia son la de comida, la de manufacturas, la del tabaco, la de ropa, la maderera, la de productos químicos y farmacéuticos, la metálica, y la de bebidas. En 2004, el gobierno activó un proyecto denominado Sistema de Gestión y de Intercambio de Existencias de Desechos, cuyo objetivo era el tratado de los residuos industriales, con el fin de proteger los ecosistemas costeros y de agua dulce.
| Exportaciones a | Exportaciones a | Importaciones de | Importaciones de |
| País            | Porcentaje      | País             | Porcentaje       |
| --------------- | --------------- | ---------------- | ---------------- |
| Países Bajos    | 13,5 %          | China            | 16,8%            |
| Reino Unido     | 7,9%            | Nigeria          | 11,9%            |
| Francia         | 5,9%            | Estados Unidos   | 6,6%             |
| Ucrania         | 5,9%            | Costa de Marfil  | 6%               |
| Malasia         | 4%              | India            | 5,6%             |
| Otros           | 62,8%           | Otros            | 53,1%            |

### Turismo
El turismo aportó en 2009 el 4,9% del PIB, atrayendo alrededor de 500.000 turistas gracias a sus dos lugares reconocidos como Patrimonio de la Humanidad: los edificios tradicionales de los Ashanti, y los castillos y fuertes del lago Volta.

Para entrar en el país es necesario tener un visado autorizado por el gobierno, salvo determinados empresarios que están en viaje de negocios. Estos visados se pueden conseguir en la embajada que hay en cada país. Los visados son de pago, salvo para los nacionales de algunos países de la Mancomunidad de Naciones del este y sureste de África que pueden conseguir las visas gratis en las fronteras del país; estos países son: Botsuana, Lesoto, Malaui, Suazilandia y Tanzania.

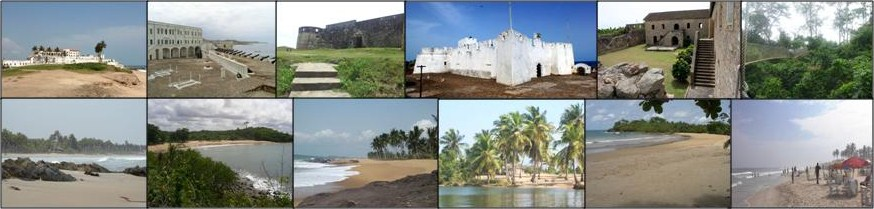
Turismo: Destinos en Ghana, de arriba abajo y de izquierda a derecha: El Castillo de San Jorge de la Mina (o Elmina Castle) construido por el Rey Juan II de Portugal, fue adquirido por Gran Bretaña en 1873. También conocido como São Jorge da Mina, es el primer puesto de comercio que fue construido en el Golfo de Guinea, por lo que es el edificio europeo más antiguo existente en el África subsahariana. El castillo es ahora reconocido por la Unesco como Patrimonio de la Humanidad. El Castillo de la Costa del Cabo (o Cape Coast Castle), es también reconocido por Unesco como Patrimonio de la Humanidad.
Fuerte Ámsterdam, fue construido como Fuerte Cormantine en Ghana Central. Fuerte Metal Cross, fue construido en Ghana Occidental como un puesto comercial en 1683.
Fuerte Groot Fredericksburg en Ghana Occidental y Parque nacional de Kakum.
De abajo y de izquierda a derecha: Playa de Anomabu en Ghana Central, Playa de Ezile Bay en Ghana Occidental, Playa de Elmina en Ghana Central,
Playa de Ada Foah en Gran Acra, Playa de Busua en Ghana Occidental y Playa de Labadi en Gran Acra.

## Infraestructura

### Energía

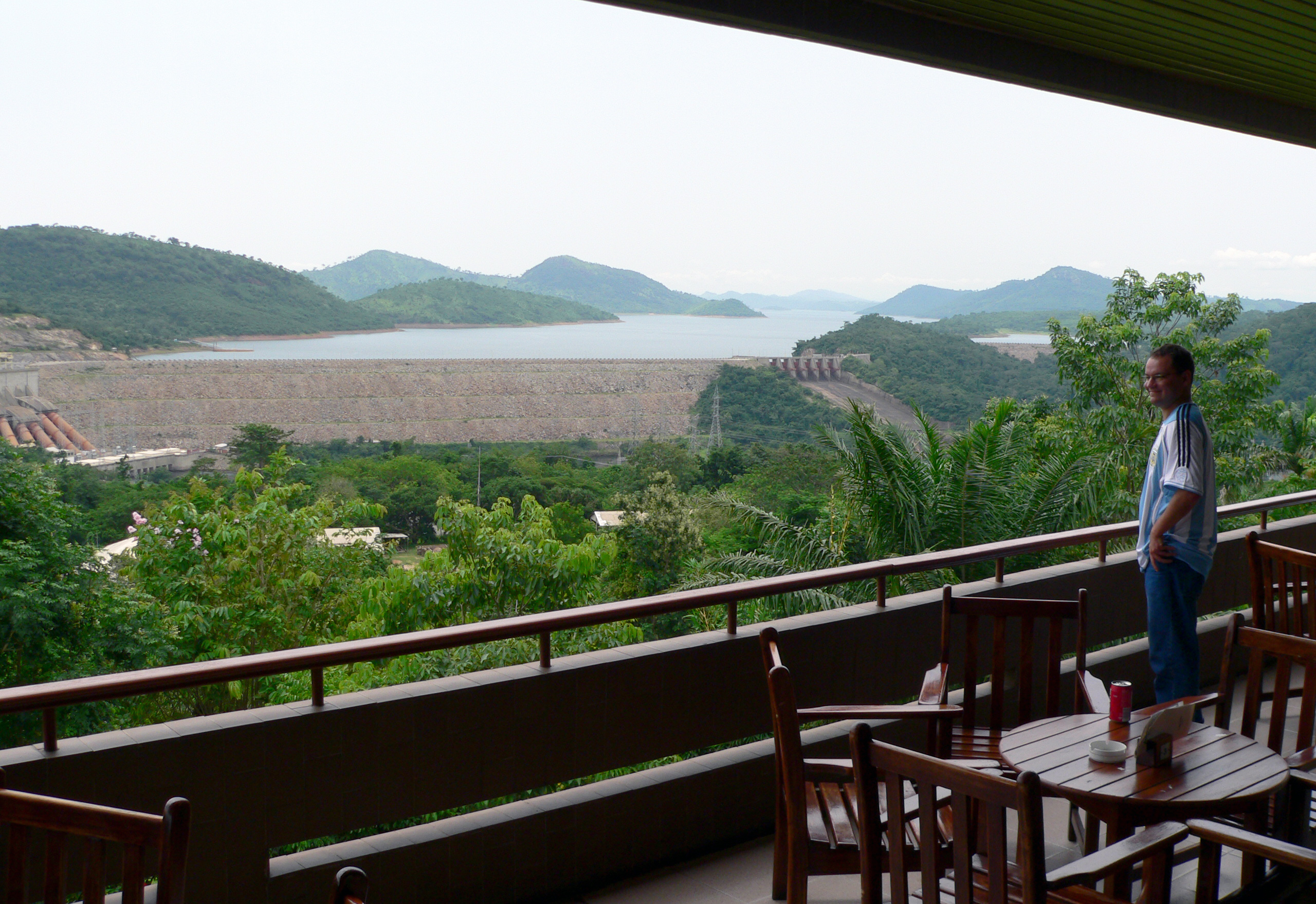
La Presa de Akosombo.

En 2010 el gobierno creó una política sobre la energía para la realización de nuevos proyectos, con el fin de mejorar el rápido crecimiento de las necesidades energéticas que han ido surgiendo, el mayor uso de las energías renovables y el tratamiento de residuos. La electricidad es uno de los factores clave para poder conseguir el desarrollo de la economía nacional, con un consumo de 265 kilovatios en 2009.
Además, gracias a la Presa de Akosombo, también produce gran cantidad de energía hidroeléctrica, que parte es transportada a Togo y Benín. Otras formas de energía que producen electricidad en este país son la solar, la eólica y la biomasa.

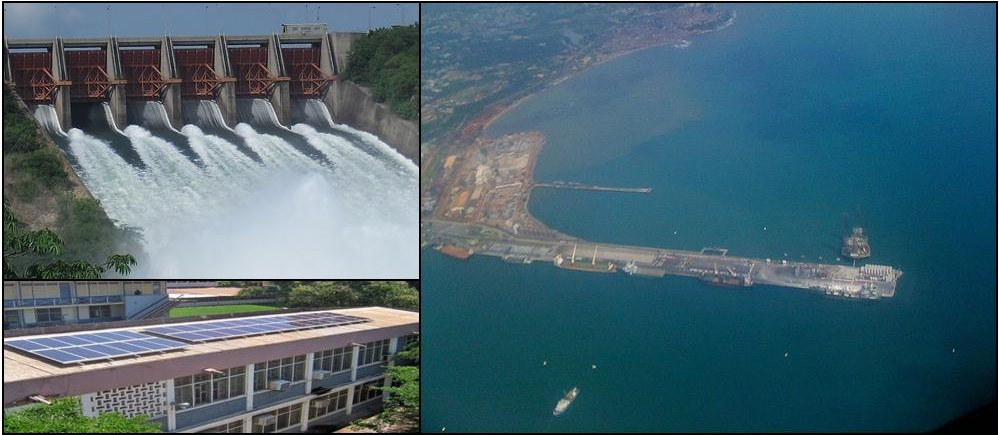
Collage de la economía energética y generación de energía eléctrica en Ghana: presa de Akosombo, en Ghana Oriental. Energía solar y paneles solares, en el Ashanti. Una vista aérea de plataforma petrolífera, en Ghana Occidental.

Ghana produce petróleo desde el 15 de diciembre de 2010, y hasta mediados de 2011 explotaba alrededor de 70 000 barriles por día y se espera que aumente hasta los 80 000 barriles. También hay una gran cantidad de reservas de gas natural, el cual es aprovechado por muchas empresas multinacionales extranjeras. Además, el gobierno apostó por la energía nuclear, ya que según este las centrales de energía hidroeléctrica y térmica son insuficientes para hacer frente a la demanda de este sector. Por tanto, tendrá una planta nuclear para el año 2018.

### Transporte

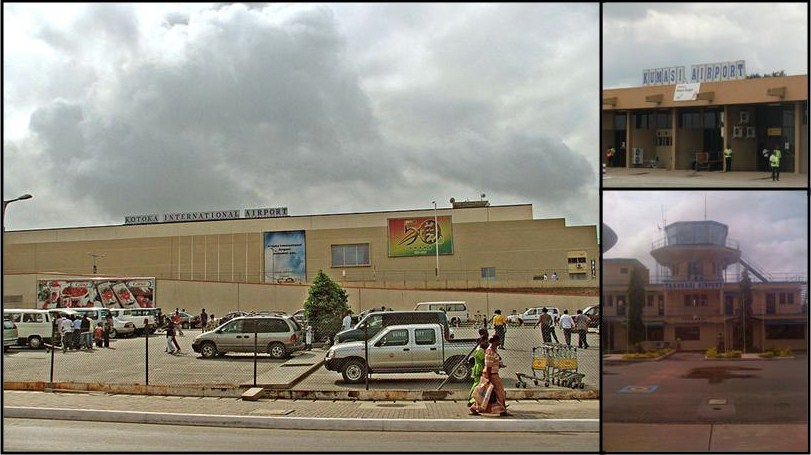
Tres aeropuertos en Ghana: Aeropuerto Internacional de Kotoka en la Gran Acra. Aeropuerto de Kumasi en el Ashanti. Aeropuerto de Sekondi-Takoradi en la Ghana Occidental.

El país tiene una red de carreteras de 62 221 km, de los cuales solo 9955 km están pavimentados. La red de ferrocarriles ocupa una extensión de 947 km, y estos son solo nacionales, es decir, que no salen a los países vecinos, pero hay planes para extender algunas líneas hasta Burkina Faso.
Asimismo, posee un total de 11 aeropuertos, el más importante es el Aeropuerto Internacional de Kotoka situado en Acra, con un tránsito en 2009 de 1 204 786 pasajeros. Tras el cese de operaciones de Ghana International Airlines, las principales aerolíneas son Antrak Air, CTK-CiTylinK y Staebow Airlines con las que se puede volar a destinos nacionales y a los principales puntos del continente africano.

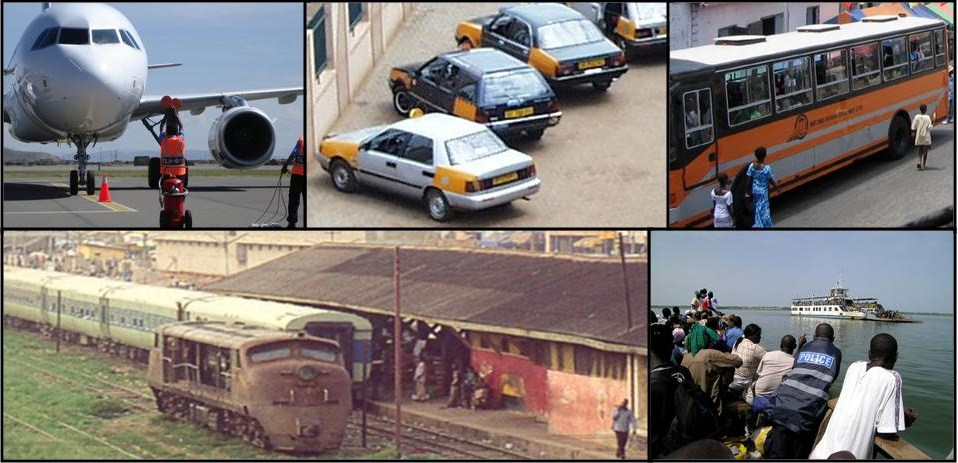
Collage de economía del transporte y transporte público de Ghana: Nacional de Ghana pasajeros Aerolíneas Regional Aeronaves, el Boeing 757, en Ghana. El taxi sistema, en Ghana. Autobús de tránsito rápido, en Ghana. Ferrocarril y estación de ferrocarril en Kumasi, Ashanti. Transbordador y lancha colectiva en Ghana.

Además, también operan muchas de las aerolíneas internacionales más importantes del mundo, por lo que desde Ghana se puede volar a los principales puntos de Estados Unidos, Europa y Oriente Próximo.
Hay Autobús de Tránsito Rápido, Ferrocarril, y Taxi servicios que conectan las grandes ciudades entre sí, y los minibuses, denominados Trotros, conectan las grandes ciudades con las áreas rurales y pueblos pequeños. Además, existe una red de ferris para pasajeros que se encargan de cruzar el lago Volta.

### Medios de comunicación

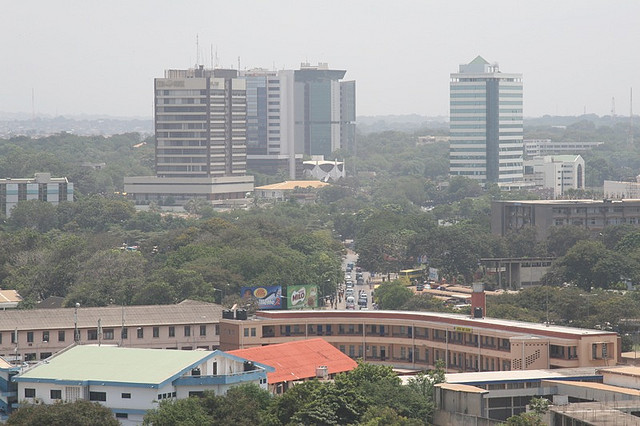
Edificios de los Medios de comunicación en Ghana.

A estadísticas de 2011, hay 284&nbs;700 líneas telefónicas y 21 166 000 de líneas celulares, lo que le hace el 119.º y 46.º con más líneas telefónicas, respectivamente. Su prefijo de llamada internacional el 233, mientras que su código en internet es .gh. También hay una gran cantidad de usuarios de internet, concretamente unos 1,3 millones, siendo el 93.º que más usuarios tiene, coincidiendo con el de cantidad de servidores web, con 41 082.
La República de Ghana tiene la 3.ª más rápida Conexión a Internet velocidad de todo el Continente Africano. Según el índice mundial de innovación, a cargo de la Organización Mundial de la Propiedad Intelectual, en 2024, Ghana se ubicó en lugar 101 en innovación entre 133 países del mundo; mientras que en 2023 ocupó el lugar 99 y el lugar 91 en 2022.
La prensa es otro medio de comunicación con mucho seguimiento, aunque solo tiene cuatro diarios, los cuales son: Business and Financial Times, Ghana Review International, The Heritage y The Ghanaian Chronicle. Además, tiene cinco cadenas de televisión y radio, que son: Cn Joy, Peace, Joy 997, Ghana Waves y Telediaspora.

## Demografía

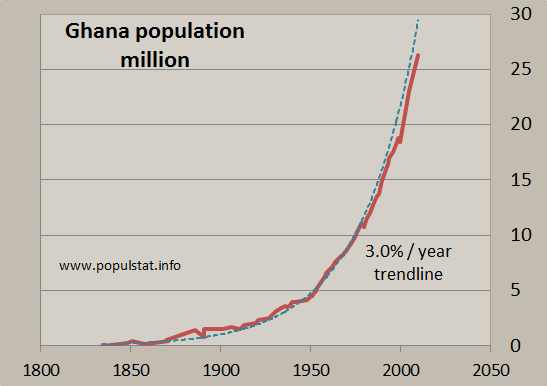
Crecimiento poblacional (1800 - 2000).

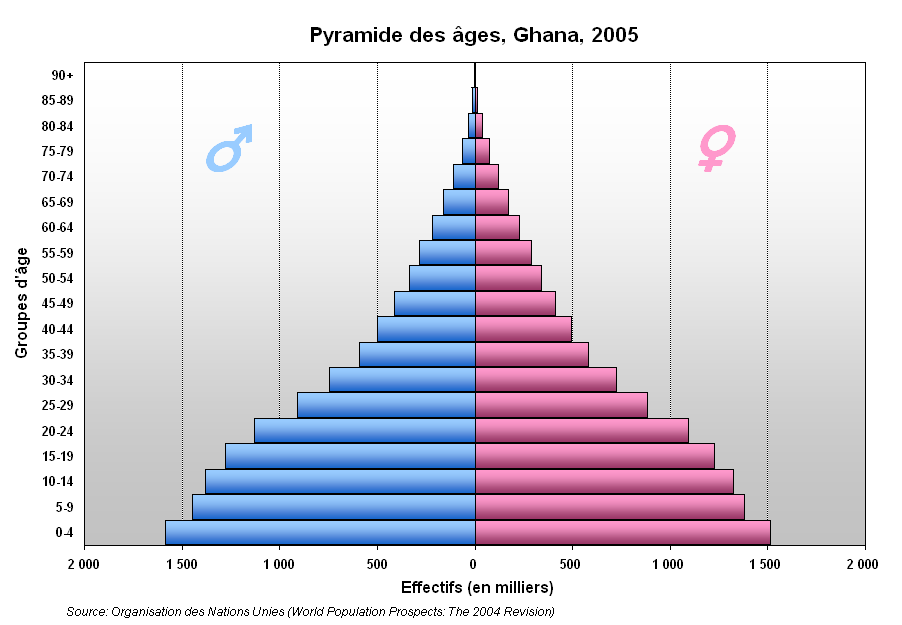
Pirámide y estructura demográfica de Ghana por edad y sexo en 2005.

En 2021 se estimó que la población del país es de 32.372.000 habitantes, y una densidad de 135 habitantes por kilómetro cuadrado. Es el 135.º más desarrollado del mundo con un IDH de 0,541 y está clasificado en una posición media según el Programa de las Naciones Unidas para el Desarrollo. En 2006, el 27% de la población vivía por debajo de la Línea Internacional de Pobreza, establecido en 1,25 dólares por día en 2011. La población está formada por un 36,5% de niños de entre 0 y 14 años, un 60% de personas de entre 15 y 64 años, y 3,5% de personas mayores de 65 años, y un 51,2% (12 633 978) de población del Ghana es femenino y 48,8% (12 024 845) de población del Ghana es masculino.

### Etnografía

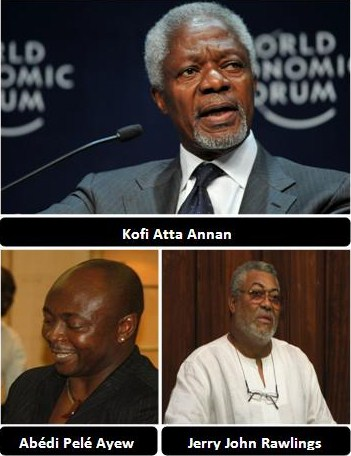
Diversidad étnica de los ghaneses: Kofi Atta Annan, Abédi Pelé Ayew y Jerry John Rawlings.

Existe una gran variedad de grupos étnicos, entre los que se destacan el Akan (45,3%), el Mole Dagbon (15,2%), el Ewé (11,7%) y el Ga Dangme (7,3%), entre otros. Los conflictos étnicos son raros, y hay un sentimiento de unidad nacional mayor que en gran parte de países africanos.
Cada grupo étnico mantiene sus propias tradiciones, como es el caso de los Akan. El grupo étnico más importante en la zona sur del país es el Akan, mientras que en el este los Ewé son el grupo más numeroso.

El idioma oficial, y a su vez el más utilizado, es el inglés. No obstante, hay muchos idiomas étnicos que tienen relevancia regional tales como el asante (akánico), hablado por el 14,8%, el ewé por el 12,7% y el fante por un 9,9%. El restante 34% de la población habla otros idiomas como el boron, el dagomba, el dangme, el dagaba, el akyem, el ga y el akuaoem.

### Religión
| Religión en Ghana (2020) | Religión en Ghana (2020) | Religión en Ghana (2020) | Religión en Ghana (2020) | Religión en Ghana (2020) |
| ------------------------ | ------------------------ | ------------------------ | ------------------------ | ------------------------ |
| Religión                 | Religión                 |                          | Porcentaje               | Porcentaje               |
| Cristianismo             | Cristianismo             |                          | 73.6 %                   | 73.6 %                   |
| Islam                    | Islam                    |                          | 17.5 %                   | 17.5 %                   |
| Otras religiones         | Otras religiones         |                          | 5.1 %                    | 5.1 %                    |
| Sin religión             | Sin religión             |                          | 3.8 %                    | 3.8 %                    |

Según el censo de 2010, el 71,2% de la población practicaba el cristianismo (carismáticos el 28,3%, protestantes 18,4%, católicos 13,1% y otros cultos cristianos 11,4%). Esta religión fue traída por los portugueses en el año 1466.
El Islam, practicado por un 17,6% de la población, en el censo de 2010, llegó al territorio en el año 1076.
Otro 5,2% dijo practicar cultos tradicionales y un 0,8% no especificó su religión, en el censo de 2010.

### Salud

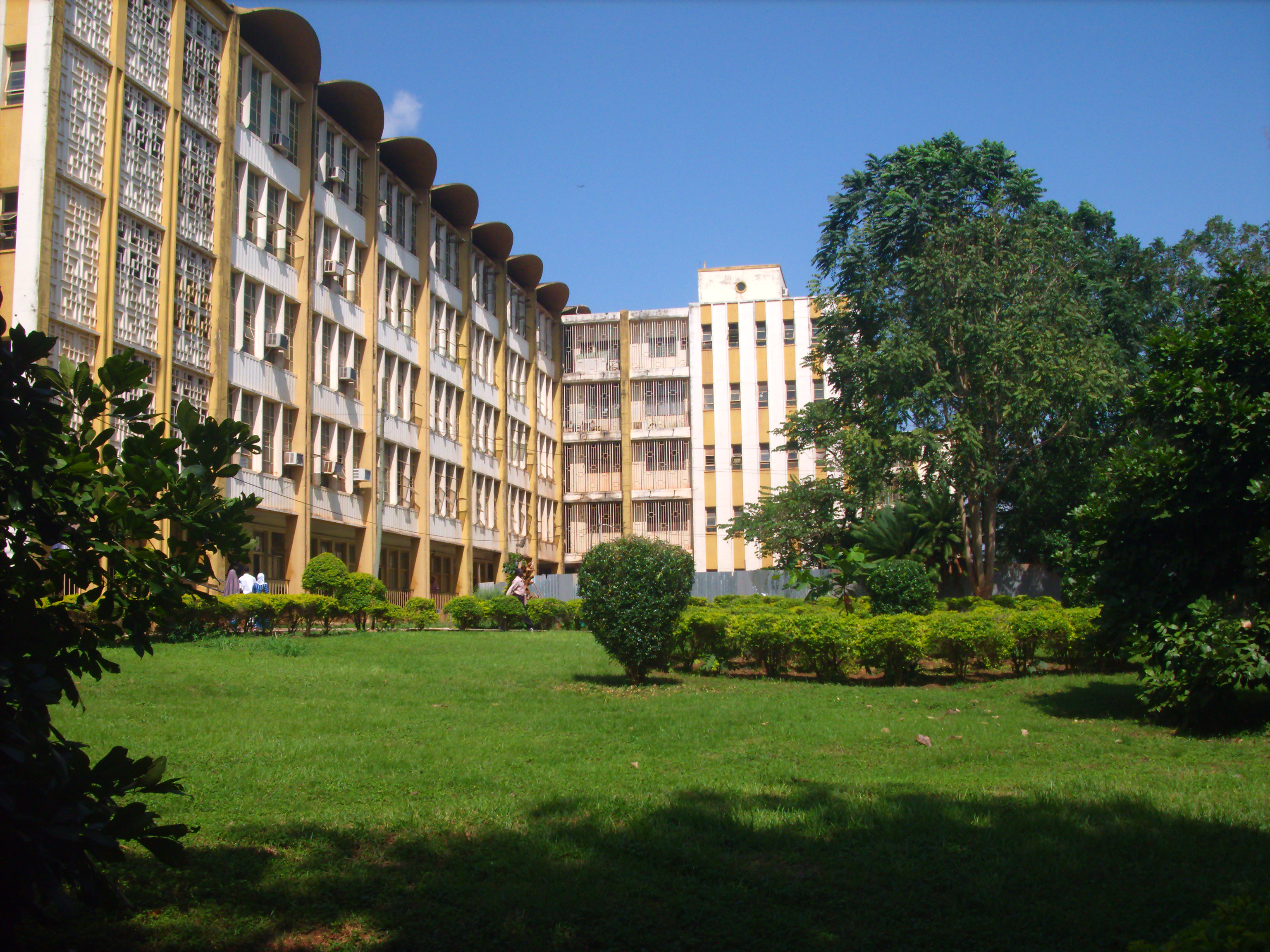
Hospital de Komfo Anokye en Kumasi.

Según estadísticas de 2009, la esperanza de vida al nacer estaba los 64 años, y la probabilidad de morir antes de los 5 años por cada 1000 nacidos vivos era de 45. El gasto en la salud por habitante era de 122 dólares, siendo en el gobierno el 8,1% de su PIB. En 2008, la tasa de fumadores para personas mayores de 15 años fue para los hombres de un 9,5% y para las mujeres de un 0,7%, siendo la tasa de obesidad en 2006 para personas también mayores de 15 años, en hombres de 4,4% y en mujeres de un 11,7%.

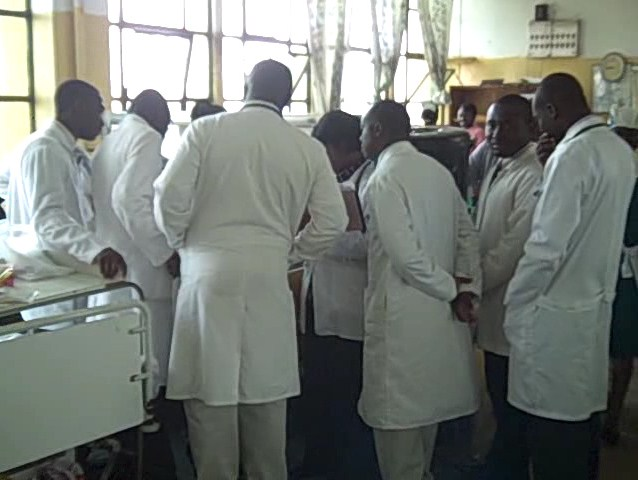
Médicos ghaneses durante visitas sala del Hospital, en el Hospital de Komfo Anokye.

En 2011, la tasa de natalidad fue de 28 nacimientos por cada 1000 personas, mientras que la tasa de mortalidad fue de 8.57 muertos por cada 1000 personas, lo cual hace un crecimiento positivo de la población.
Debido a que la infraestructura sanitaria no está todavía muy desarrollada, es imprescindible la vacunación contra la fiebre amarilla, siendo recomendable la actualización del calendario oficial de vacunas. Además, también existe riesgo de paludismo en todo el país. La enfermedad del sida, se ha ido reduciendo notablemente; actualmente, solo hay 225 400 personas con esta enfermedad.
Asistencia Sanitaria en la República de Ghana está cubierto por el servicio ghanés de Asistencia Sanitaria Universal o Sistema Nacional de Salud de Ghana o (NHIS) que asume la responsabilidad fiscal y administrativa para la Asistencia Sanitaria.

### Educación
Hay 4 etapas en la educación de Ghana: la educación preescolar, la primaria, la secundaria y la terciaria. La preescolar no es obligatoria, está dedicada a niños de entre 3 y 6 años. Después, llega la primaria que está orientada para niños a partir de 6 años y es obligatoria, además de durar seis años. Después llega la secundaria que dura 3 años en la secundaria básica y otros 3 en la secundaria superior; para esta etapa, se ha diseñado un plan de estudios para la elección de una serie de asignaturas; es obligatoria. Al finalizar esta etapa, el alumno debe estar obligatoriamente durante un año al servicio nacional. Finalmente, llega la educación terciaria o superior, que consiste en 4 años de educación en la universidad, escuelas politécnicas, u otros institutos de enseñanza profesional; este nivel se está reformando.
Ghana ha incursionado en la educación virtual con un revolucionario proyecto de inclusión a las mujeres usando clases virtuales. [cita requerida]En este momento, se están dando clases virtuales a más de 8000 estudiantes en total, en diferentes sectores de Volta y Acra, especialmente en los pueblos remotos donde las niñas tienen mayor riesgo de abandonar el colegio.

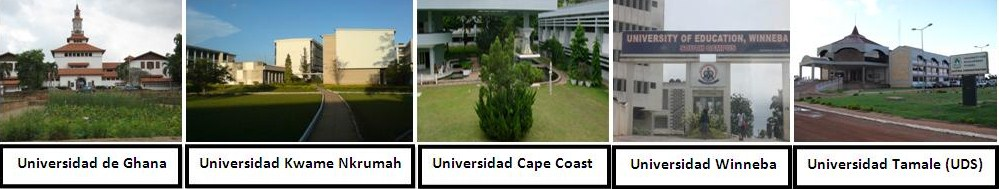
Panorama de cinco Universidades públicas de la República de Ghana, de izquierda a derecha: Universidad de Ghana en la Gran Acra. Universidad Kwame Nkrumah de Ciencia y Tecnología en el Ashanti. Universidad de Cape Coast en la Ghana Central. Universidad del Educación de Winneba en la Ghana Central. Universitario del Investigación y Desarrollo de Tamale en la Ghana Septentrional.

### Lenguas
Ethnologue lista un total de 79 lenguas en Ghana. El inglés es la lengua oficial del país y predomina en el gobierno y en los negocios, también es usado como lengua usual para la educación.

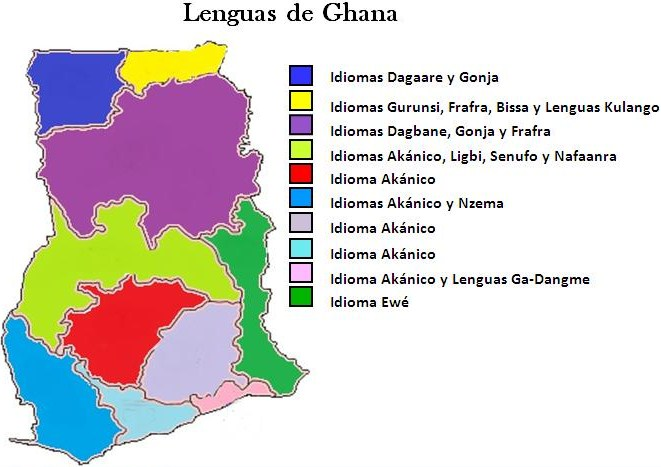
Mapa lingüístico de la República de Ghana

Las lenguas autóctonas de Ghana se dividen en seis subfamilias, todas ellas pertenecientes a las lenguas Níger-Congo. Las lenguas kwa, son la principal subfamilia y suponen el 70% de la población del país; este grupo incluye el akánico y las lenguas ga-dangme. Estas lenguas se hablan principalmente en la mitad sur del país a lo largo del río Volta. Las lenguas gbe, cuya inclusión dentro del grupo kwa es discutida, incluyen el ewe, hablado en el sureste del Volta. La subfamilia gur incluye al dagbani, al dagaare y al frafra, y se encuentran predominantemente en el norte. Dos lenguas kulango (previamente clasificadas erróneamente como lenguas gur) se hablan en el área central de la frontera occidental. Las senufo, en el norte, incluyen el nafaanra. Además se hablan dos lenguas mandé, el bissa en la esquina nororiental y el ligbi hablado cerca de Kulango.
Nueve lenguas tienen reconocimiento oficial: el akan, el ewe, el dagomba (dagbane), el adangme, el dagaare, el ga, el gonja, el kasem y el nzema. Aunque no tiene reconocimiento oficial, el hausa es la lingua franca entre los musulmanes de Ghana.
Desde 2007, todas las instituciones universitarias de Ghana imparten cursos de chino. Esta iniciativa refleja la creciente influencia de la República Popular China como superpotencia y las estrechas relaciones del país con China. Además, Ghana es miembro de la OIF, y el francés tiene una fuerte presencia en la enseñanza secundaria.

## Cultura
| Fecha (2011)     | Nombre en español       |
| ---------------- | ----------------------- |
| 1 de enero       | Año Nuevo               |
| 6 de marzo       | Día de la Independencia |
| 22 de abril      | Viernes Santo           |
| 25 de abril      | Lunes de Pascua         |
| 2 de mayo        | Día del Trabajo         |
| 25 de mayo       | Día de África           |
| 1 de julio       | Día de la República     |
| 31 de agosto     | Final del Ramadán       |
| 21 de septiembre | Día de la Fundación     |
| 7 de noviembre   | Fiesta del Cordero      |
| 2 de diciembre   | Día de los Agricultores |
| 25 de diciembre  | Navidad                 |
| 27 de diciembre  | Día de la familia       |

### Gastronomía

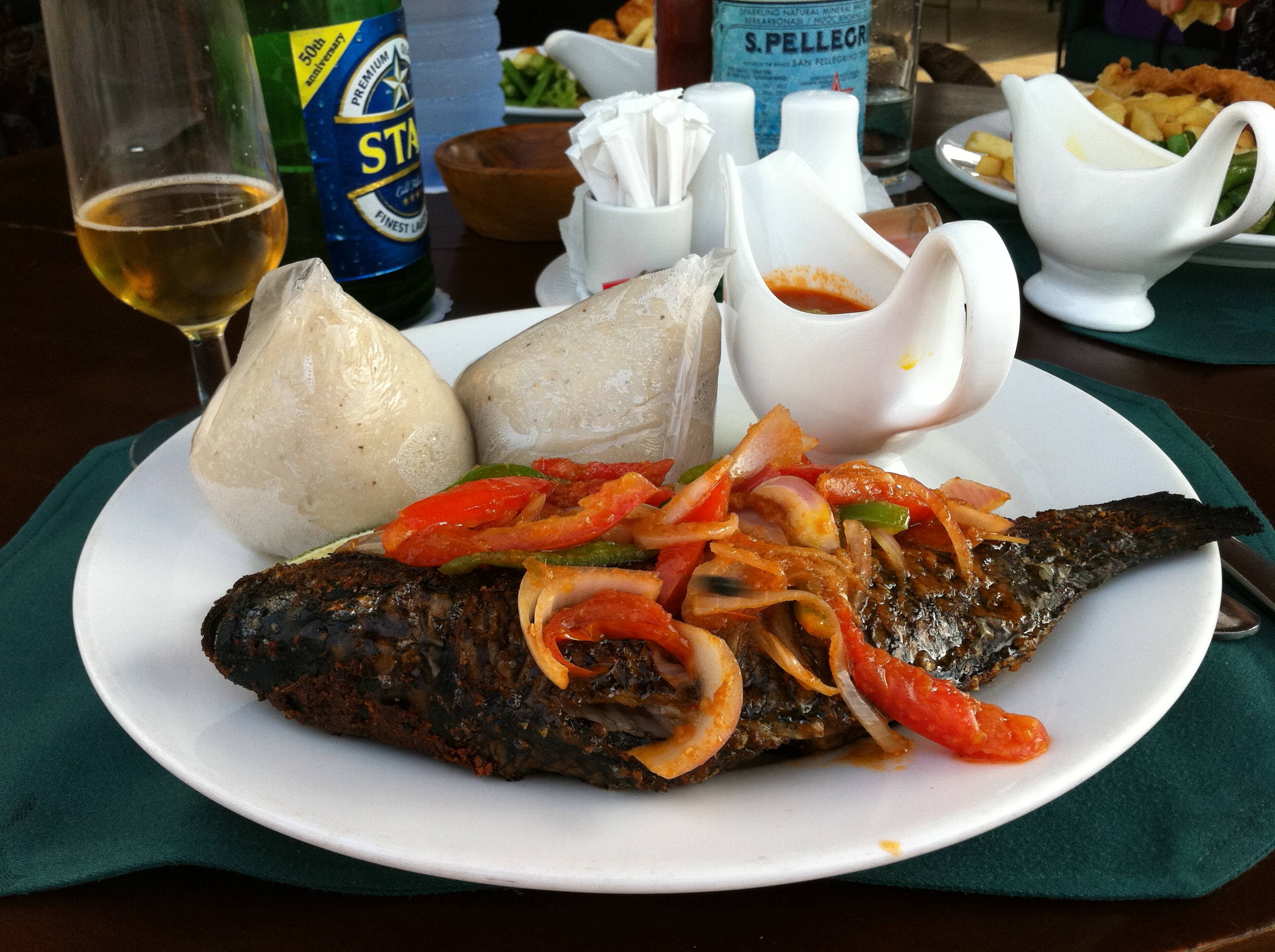
Banku y Tilapia a la Parrilla, un plato muy picante.

Ghana tiene una de las gastronomías más variadas del oeste del continente. Los principales ingredientes en la cocina son las especias y las hortalizas, especialmente la cayena, la pimienta, el jengibre, el ajo, la cebolla y el chile. Además, hay gran diversidad de platos típicos, destacando los guisos de pescado, el Kenkey (bola de masa de maíz al vapor) y el Fufu (raíces de plantas pequeñas servidas con granos de almidón).

### Literatura

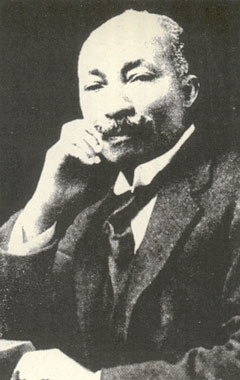
J. E. Casely Hayford (1866-1930), novelista ghanés.

La literatura nacional es una de las más antiguas de todo el continente africano, ya que la primera obra literaria ghanesa data del año 163 d. C.
Los autores ghaneses más destacados son los novelistas como J. E. Casely-Hayford, Ayi Kwei Armah o Amu Djoleto, quienes alcanzaron el éxito internacional gracias a sus obras más famosas, las cuales son «Los bellos aún no han nacido» y «Huracán de Polvo», respectivamente. Además de la novela, otras artes como el teatro y la poesía también han tenido un buen desarrollo en el ámbito nacional.

### Arquitectura

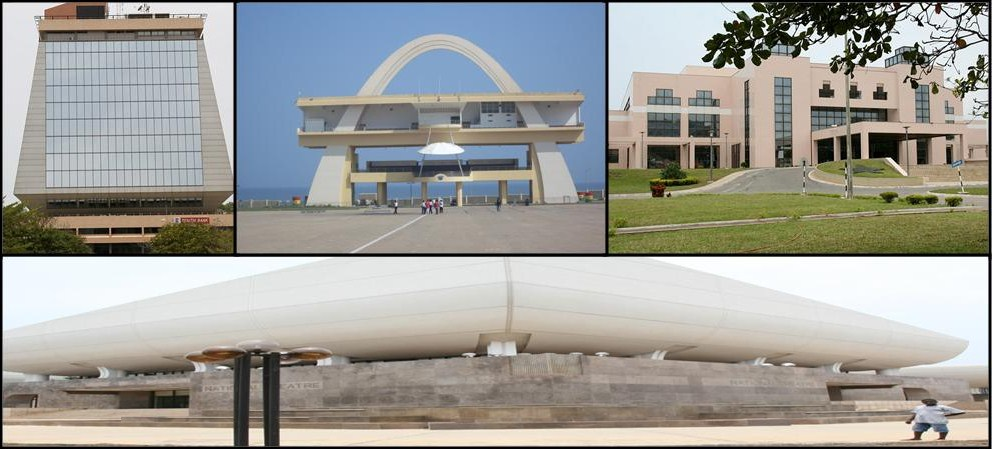
Arquitectura Postmoderna y Arquitectura Futurista, Edificios y Arquitectura en Ghana, de arriba abajo y de izquierda a derecha: Pirámide Casa. Plaza de la Independencia Arco edificio. Centro Internacional de Conferencias edificio en Acra. Teatro Nacional edificio en Acra.

Hay dos tipos de construcción tradicional en el país. Las cabañas tradicionales redondas con techo de hierba y las series de edificios adyacentes en un recinto rodeando una zona común. Las primeras se encuentran en las regiones del norte, mientras que las segundas se encuentran en el sur.
En cuanto a la arquitectura urbana, ha tenido mucha influencia social y cultural, dando un ambiente más heterogéneo que la arquitectura de las áreas rurales.

### Música y danza
La música más popular es el hiplife, aunque hay otros géneros de música como el highlife, el palm-wine, el yo-pop y la apala, influida por la cultura musulmana.
Tiene una gran variedad de grupos musicales, como Adesa, Flexy, Nipa, R2Bees, Rocky Dawuni o Veeda. También cabe destacar que en 1950 Kofi Ghanaba trajo los tambores al oeste del país.
Los bailes ghaneses están sincronizados con la música tradicional, empleándose en celebraciones de diversa índole, como el Azonto, el Kpanlogo, la Adowa, la Klama y la Bamaya.

## Deportes

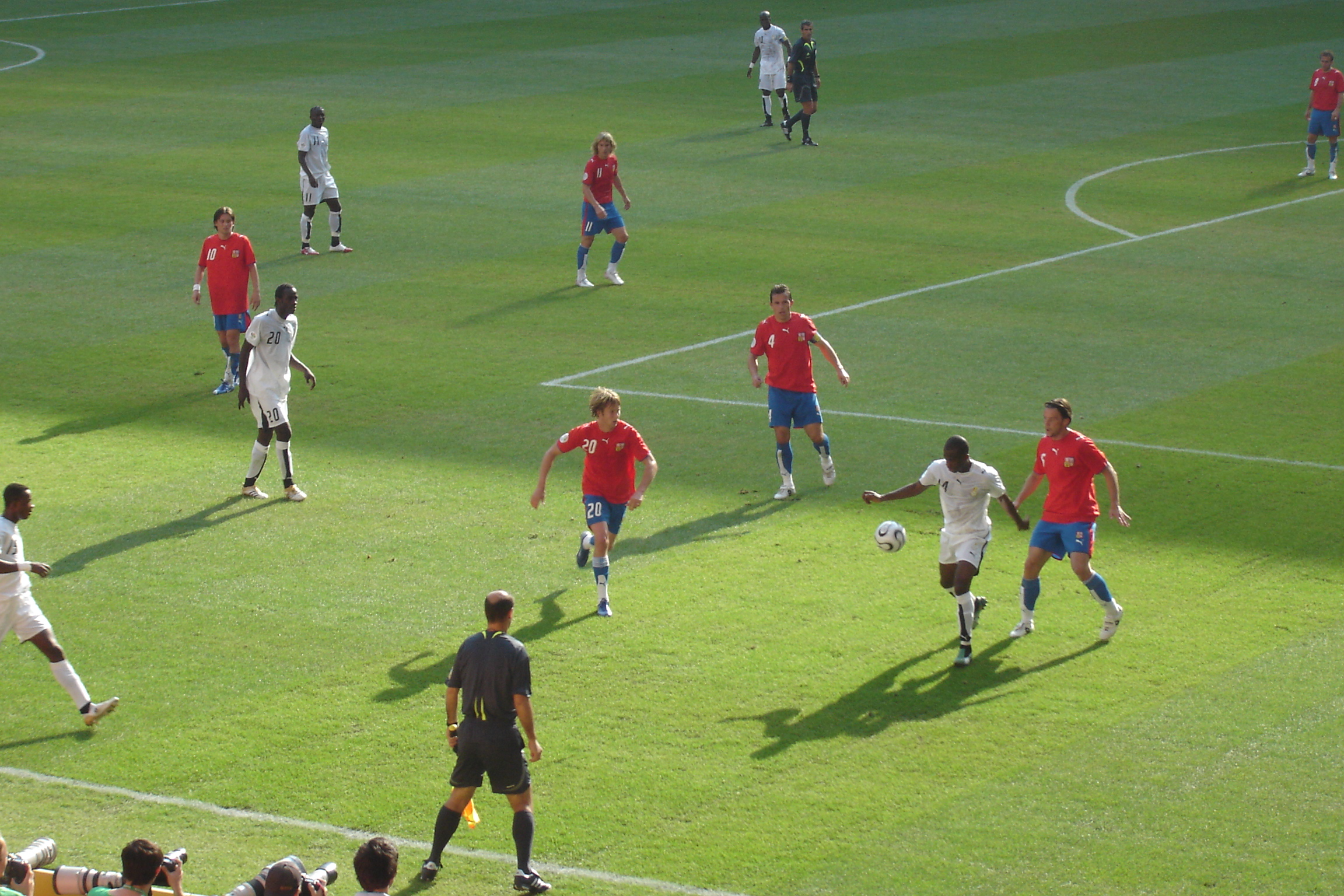
El fútbol es el deporte más popular en el país.

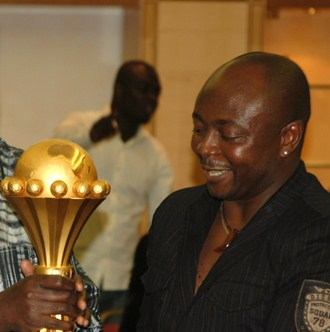
Abédi Pelé, con el Trofeo de la Copa Africana de Naciones

El fútbol es el deporte más popular del país. La categoría que más ha triunfado en este deporte han sido los juveniles de sub-17 y sub-20, que han conseguido en los campeonatos internacionales medallas de oro, plata y bronce. Hay varias ligas de fútbol: nacional y regionales.
En cuanto al fútbol de selección absoluta, el mayor logro fue llegar a cuartos de final del Mundial 2010, quedando afuera por Uruguay.
La base de su selección mayor de fútbol la conforman prácticamente jugadores que juegan en ligas de fútbol del exterior, principalmente del fútbol europeo. Aunque también dispone de una de las ligas más importantes del continente, con equipos campeones de África como el Hearts of Oak de Acra o el Asante Kotoko de Kumasi, nombrado mejor equipo africano del sigloXX.
Hay muchos deportistas ghaneses destacados, el deportista más destacado del país es Abédi Pelé, que forma parte del FIFA 100, listado de los 125 mejores futbolistas vivos de la historia.